# Liste der Museen in Baden-Württemberg
Diese Liste führt – ohne Anspruch auf Vollständigkeit – Museen im Land Baden-Württemberg auf, systematisch sortiert nach Land- und Stadtkreisen sowie alphabetisch sortiert nach Städten und sonstigen Gemeinden.

## Systematische Liste
Eine Übersicht über die Teillisten der Museen nach Land- und Stadtkreisen in Baden-Württemberg findet sich in der folgenden Navigationsleiste.

Alb‑Donau‑Kreis |
Baden‑Baden |
Biberach |
Bodenseekreis |
Böblingen |
Breisgau‑Hochschwarzwald |
Calw |
Emmendingen |
Enzkreis |
Esslingen |
Freiburg i. Br. |
Freudenstadt |
Göppingen |
Heidelberg |
Heidenheim |
Heilbronn Lkr. |
Heilbronn Stadt |
Hohenlohekreis |
Karlsruhe Lkr. |
Karlsruhe Stadt |
Konstanz |
Lörrach |
Ludwigsburg |
Main‑Tauber‑Kreis |
Mannheim |
Neckar‑Odenwald‑Kreis |
Ortenaukreis |
Ostalbkreis |
Pforzheim |
Rastatt |
Ravensburg |
Rems‑Murr‑Kreis |
Reutlingen |
Rhein‑Neckar‑Kreis |
Rottweil |
Schwäbisch Hall |
Schwarzwald‑Baar‑Kreis |
Sigmaringen |
Stuttgart |
Tübingen |
Tuttlingen |
Ulm |
Waldshut |
Zollernalbkreis

## Alphabetische Liste
Die folgende Liste umfasst die Museen, alphabetisch sortiert nach Städten und sonstigen Gemeinden in Baden-Württemberg:
| Ort                               | Landkreis                 | Name | Museumstyp / Sammlungsschwerpunkt                 | Bild |  |
| --------------------------------- | ------------------------- | --- | ------------------------------------------------- | ---- |  |
| 73430 Aalen                       | Ostalbkreis               | Limesmuseum Aalen |                                                   |      |  |
| 73433 Aalen                       | Ostalbkreis               | Bergbaumuseum im Besucherbergwerk „Tiefer Stollen“ in Wasseralfingen                                                             |                                                   |      |  |
| 73430 Aalen                       | Ostalbkreis               | Museum am Markt – Schubarts-Museum                                                                                               |                                                   |      |  |
| 73433 Aalen                       | Ostalbkreis               | Museum Wasseralfingen |                                                   |      |  |
| 73433 Aalen                       | Ostalbkreis               | Ofenplattensammlung der Schwäbischen Hüttenwerke in Wasseralfingen                                                               |                                                   |      |  |
| 73434 Aalen                       | Ostalbkreis               | Stiftung Schloss Fachsenfeld |                                                   |      |  |
| 73430 Aalen                       | Ostalbkreis               | Urweltmuseum Aalen, Museum für Geologie und Paläontologie                                                                        | Jurazeitliche Fossilien aus der Region            |      |  |
| 73434 Aalen                       | Ostalbkreis               | Wellandgalerie in Dewangen |                                                   |      |  |
| 74232 Abstatt                     | Heilbronn                 | Heimatmuseum Abstatt |                                                   |      |  |
| 73453 Abtsgmünd                   | Ostalbkreis               | Die Scheune – Museum für optische Phänomene (Leinroden)                                                                          |                                                   |      |  |
| 73453 Abtsgmünd                   | Ostalbkreis               | KiSS-Kunst im Schloss Untergröningen                                                                                             |                                                   |      |  |
| 73453 Abtsgmünd                   | Ostalbkreis               | Mittelsteinzeit und Geschichtenmuseum im Schloss Untergröningen                                                                  |                                                   |      |  |
| 88147 Achberg                     | Ravensburg                | Schloss Achberg |                                                   |      |  |
| 77855 Achern                      | Ortenaukreis              | Illenau Arkaden Museum |                                                   |      |  |
| 77855 Achern                      | Ortenaukreis              | Sensen-Handwerk-Stadtmuseum Achern                                                                                               |                                                   |      |  |
| 88480 Achstetten                  | Biberach                  | Wieland-Gedenkzimmer |                                                   |      |  |
| 73099 Adelberg                    | Göppingen                 | Museum Kloster Adelberg |                                                   |      |  |
| 74740 Adelsheim                   | Neckar-Odenwald           | Bauländer Heimatmuseum |                                                   |      |  |
| 74740 Adelsheim                   | Neckar-Odenwald           | Dorfmuseum Sennfeld |                                                   |      |  |
| 74740 Adelsheim                   | Neckar-Odenwald           | Ehemalige Synagoge Sennfeld |                                                   |      |  |
| 74744 Ahorn                       | Neckar-Odenwald           | Heimatmuseum (Ortsteil Berolzheim)                                                                                               |                                                   |      |  |
| 72631 Aichtal                     | Esslingen                 | Häfnermuseum Neuenhaus |                                                   |      |  |
| 72631 Aichtal                     | Esslingen                 | Heimatmuseum Grötzingen |                                                   |      |  |
| 71134 Aidlingen                   | Böblingen                 | Heimatmuseum in Dachtel |                                                   |      |  |
| 71134 Aidlingen                   | Böblingen                 | Sammlungen im Hopfenhaus Aidlingen – Ostdeutsche Heimatstube                                                                     |                                                   |      |  |
| 72458 Albstadt                    | Zollernalbkreis           | Ebinger Heimatmuseum |                                                   |      |  |
| 72458 Albstadt                    | Zollernalbkreis           | Kunstmuseum Albstadt |                                                   |      |  |
| 72461 Albstadt                    | Zollernalbkreis           | Maschenmuseum, Tailfingen |                                                   |      |  |
| 72459 Albstadt                    | Zollernalbkreis           | Musikhistorische Sammlung Jehle, Stauffenberg-Schloss Lautlingen                                                                 |                                                   |      |  |
| 72459 Albstadt                    | Zollernalbkreis           | Nähmaschinenmuseum der Gebrüder Mey, Lautlingen                                                                                  |                                                   |      |  |
| 72461 Albstadt                    | Zollernalbkreis           | Philipp-Matthäus-Hahn-Museum, Uhren- und Waagenmuseum, Onstmettingen                                                             |                                                   |      |  |
| 72458 Albstadt                    | Zollernalbkreis           | Museum im Kräuterkasten |                                                   |      |  |
| 73553 Alfdorf                     | Rems-Murr                 | Heimatmuseum Alfdorf |                                                   |      |  |
| 78476 Allensbach                  | Konstanz                  | Heimatmuseum Allensbach |                                                   |      |  |
| 71573 Allmersbach im Tal          | Rems-Murr                 | Ofenmuseum |                                                   |      |  |
| 72275 Alpirsbach                  | Freudenstadt              | Alpirsbacher Galerie |                                                   |      |  |
| 72275 Alpirsbach                  | Freudenstadt              | Brauereimuseum |                                                   |      |  |
| 72275 Alpirsbach                  | Freudenstadt              | Klostermuseum „Mönche und Scholaren“                                                                                             |                                                   |      |  |
| 72275 Alpirsbach                  | Freudenstadt              | Museum für Stadtgeschichte |                                                   |      |  |
| 88499 Altheim                     | Biberach                  | Museum im Kornhaus Kloster Heiligkreuztal                                                                                        |                                                   |      |  |
| 88499 Altheim                     | Biberach                  | Museum in der Bruderkirche Kloster Heiligkreuztal                                                                                |                                                   |      |  |
| 88499 Altheim                     | Biberach                  | Oberschwäbische Galerie Kloster Heiligkreuztal                                                                                   |                                                   |      |  |
| 71566 Althütte                    | Rems-Murr                 | Heimatmuseum Althütte |                                                   |      |  |
| 68804 Altlußheim                  | Rhein-Neckar              | Schnuteputzers-Friseurmuseum |                                                   |      |  |
| 88361 Altshausen                  | Ravensburg                | Museum Hermann der Lahme |                                                   |      |  |
| 88361 Altshausen                  | Ravensburg                | Skulpturenpark Herzogin Diane im Schloss                                                                                         |                                                   |      |  |
| 72119 Ammerbuch                   | Tübingen                  | Museum Anthon, Kunst im kleinen Bildformat von Hans Anthon Wagner                                                                |                                                   |      |  |
| 88279 Amtzell                     | Ravensburg                | Reibeisenmühle |                                                   |      |  |
| 88279 Amtzell                     | Ravensburg                | Voglersche Hammerschmiede |                                                   |      |  |
| 74918 Angelbachtal                | Rhein-Neckar              | Schloss Eichtersheim |                                                   |      |  |
| 88260 Argenbühl                   | Ravensburg                | Allgäu-Schwäbisches Musikarchiv Eglofs                                                                                           |                                                   |      |  |
| 88260 Argenbühl                   | Ravensburg                | Heimatmuseum Ratzenried |                                                   |      |  |
| 71679 Asperg                      | Ludwigsburg               | Museum Hohenasperg – Ein deutsches Gefängnis (Festung Hohenasperg)                                                               |                                                   |      |  |
| 88326 Aulendorf                   | Ravensburg                | Schlossmuseum Aulendorf, Außenstelle des Landesmuseums Württemberg Stuttgart, im ehemaligen Residenzschloss der Grafen Königsegg |                                                   |      |  |
| 88326 Aulendorf                   | Ravensburg                | Völkerkundliche Sammlung der Steyler Missionare in Blönried                                                                      |                                                   |      |  |
| 71522 Backnang                    | Rems-Murr                 | Galerie der Stadt Backnang im Turmschulhaus                                                                                      |                                                   |      |  |
| 71522 Backnang                    | Rems-Murr                 | Grafik-Kabinett Backnang im Helferhaus                                                                                           |                                                   |      |  |
| 71522 Backnang                    | Rems-Murr                 | Heimat- und Kunstverein im Helferhaus                                                                                            |                                                   |      |  |
| 71522 Backnang                    | Rems-Murr                 | Museum-Scheuerle |                                                   |      |  |
| 71522 Backnang                    | Rems-Murr                 | Rundfunkmuseum „Manfred von Ardenne“ im „Fachmarkt 2000“                                                                         |                                                   |      |  |
| 71522 Backnang                    | Rems-Murr                 | Techniksammlung |                                                   |      |  |
| 71522 Backnang                    | Rems-Murr                 | Ungarndeutsches Heimatmuseum |                                                   |      |  |
| 79415 Bad Bellingen               | Lörrach                   | Oberrheinisches Bäder- und Heimatmuseum                                                                                          |                                                   |      |  |
| 73087 Bad Boll                    | Göppingen                 | Puppenstube Bad Boll |                                                   |      |  |
| 73087 Bad Boll                    | Göppingen                 | Versteinerungen-Sammlung Hohl |                                                   |      |  |
| 88422 Bad Buchau                  | Biberach                  | Federseemuseum mit archäologischem Freigelände                                                                                   |                                                   |      |  |
| 88422 Bad Buchau                  | Biberach                  | Stiftsmuseum |                                                   |      |  |
| 78073 Bad Dürrheim                | Schwarzwald-Baar          | Narrenschopfmuseum (Schwäbisch-Alemannisches Narrenmuseum)                                                                       |                                                   |      |  |
| 78073 Bad Dürrheim                | Schwarzwald-Baar          | Heimatmuseum am Busbahnhof |                                                   |      |  |
| 74177 Bad Friedrichshall          | Heilbronn                 | Besucherbergwerk Bad Friedrichshall der Südwestdeutschen Salzwerke AG                                                            |                                                   |      |  |
| 74177 Bad Friedrichshall          | Heilbronn                 | Ehemaliges KZ Kochendorf |                                                   |      |  |
| 76332 Bad Herrenalb               | Calw                      | Feierabendziegel Sammlung Bernt                                                                                                  |                                                   |      |  |
| 76332 Bad Herrenalb               | Calw                      | Museum Bad Herrenalb |                                                   |      |  |
| 79189 Bad Krozingen               | Breisgau-Hochschwarzwald  | Sammlung Historischer Tasteninstrumente Bad Krozingen                                                                            |                                                   |      |  |
| 97980 Bad Mergentheim             | Main-Tauber               | Deutschordensmuseum |                                                   |      |  |
| 97980 Bad Mergentheim             | Main-Tauber               | Feuerwehr-Museum Bad Mergentheim                                                                                                 |                                                   |      |  |
| 97980 Bad Mergentheim             | Main-Tauber               | Geburtshaus Ottmar Mergenthaler und Gedenkstätte in Hachtel                                                                      |                                                   |      |  |
| 97980 Bad Mergentheim             | Main-Tauber               | Münsterschatz St. Johannes Baptist                                                                                               |                                                   |      |  |
| 74906 Bad Rappenau                | Heilbronn                 | Heimatmuseum Bad Rappenau |                                                   |      |  |
| 74906 Bad Rappenau                | Heilbronn                 | Römischer Gutshof Bad Rappenau                                                                                                   |                                                   |      |  |
| 74906 Bad Rappenau                | Heilbronn                 | BikiniARTmuseum Bad Rappenau |                                                   |      |  |
| 79713 Bad Säckingen               | Waldshut                  | Hochrheinmuseum im Schloss Schönau                                                                                               |                                                   |      |  |
| 79713 Bad Säckingen               | Waldshut                  | Trompetenmuseum im Schloss Schönau                                                                                               |                                                   |      |  |
| 79713 Bad Säckingen               | Waldshut                  | Kirchenschatz im Fridolinsmünster                                                                                                |                                                   |      |  |
| 88348 Bad Saulgau                 | Sigmaringen               | Galerie am Markt Bad Saulgau |                                                   |      |  |
| 88348 Bad Saulgau                 | Sigmaringen               | Hummelsaal im Kloster Sießen |                                                   |      |  |
| 88348 Bad Saulgau                 | Sigmaringen               | Kulturzentrum Alte Kloster Bad Saulgau                                                                                           |                                                   |      |  |
| 88348 Bad Saulgau                 | Sigmaringen               | Stadtmuseum Bad Saulgau |                                                   |      |  |
| 88427 Bad Schussenried            | Biberach                  | Klostermuseum Bad Schussenried                                                                                                   |                                                   |      |  |
| 88427 Bad Schussenried            | Biberach                  | Oberschwäbisches Museumsdorf, Kreisfreilichtmuseum Kürnbach                                                                      |                                                   |      |  |
| 88427 Bad Schussenried            | Biberach                  | Schussenrieder Bierkrug-Museum                                                                                                   |                                                   |      |  |
| 73337 Bad Überkingen              | Göppingen                 | Heimatmuseum Bad Überkingen |                                                   |      |  |
| 72574 Bad Urach                   | Reutlingen                | Albvereinsmuseum im Schloss Urach                                                                                                |                                                   |      |  |
| 72574 Bad Urach                   | Reutlingen                | Grammophonmuseum Bad Urach |                                                   |      |  |
| 72574 Bad Urach                   | Reutlingen                | Residenzschloss Bad Urach |                                                   |      |  |
| 72574 Bad Urach                   | Reutlingen                | Stadtmuseum Klostermühle |                                                   |      |  |
| 88339 Bad Waldsee                 | Ravensburg                | Erwin-Hymer-Museum |                                                   |      |  |
| 88339 Bad Waldsee                 | Ravensburg                | Museum im Kornhaus Bad Waldsee                                                                                                   |                                                   |      |  |
| 75323 Bad Wildbad                 | Calw                      | Flößermuseum Calmbach |                                                   |      |  |
| 74206 Bad Wimpfen                 | Heilbronn                 | Blauer Turm Bad Wimpfen |                                                   |      |  |
| 74206 Bad Wimpfen                 | Heilbronn                 | Historisches Museum im Steinhaus Bad Wimpfen                                                                                     |                                                   |      |  |
| 74206 Bad Wimpfen                 | Heilbronn                 | Kirchenhistorisches Museum in der Pfalzkapelle Bad Wimpfen                                                                       |                                                   |      |  |
| 74206 Bad Wimpfen                 | Heilbronn                 | Ödenburger Heimatmuseum |                                                   |      |  |
| 74206 Bad Wimpfen                 | Heilbronn                 | Reichsstädtisches Museum im Alten Spital Bad Wimpfen                                                                             |                                                   |      |  |
| 88410 Bad Wurzach                 | Ravensburg                | Galerie im Amtshaus |                                                   |      |  |
| 88410 Bad Wurzach                 | Ravensburg                | Leprosenhaus mit Sepp-Mahler-Museum                                                                                              |                                                   |      |  |
| 88410 Bad Wurzach                 | Ravensburg                | Museum für Klosterkultur, Ordenstrachten und Weihnachtskrippen                                                                   |                                                   |      |  |
| 88410 Bad Wurzach                 | Ravensburg                | Naturschutzzentrum Bad Wurzach                                                                                                   |                                                   |      |  |
| 88410 Bad Wurzach                 | Ravensburg                | Oberschwäbisches Torfmuseum |                                                   |      |  |
| 76530 Baden-Baden                 | (Stadtkreis)              | Fabergé Museum |                                                   |      |  |
| 76530 Baden-Baden                 | (Stadtkreis)              | Gesellschaft der Freunde junger Kunst, Altes Dampfbad                                                                            |                                                   |      |  |
| 76534 Baden-Baden                 | (Stadtkreis)              | Museum der Cistercienserinnen-Abtei Lichtenthal                                                                                  |                                                   |      |  |
| 76530 Baden-Baden                 | (Stadtkreis)              | Museum Frieder Burda |                                                   |      |  |
| 76530 Baden-Baden                 | (Stadtkreis)              | Museum für Kunst und Technik des 19. Jahrhunderts                                                                                |                                                   |      |  |
| 76534 Baden-Baden                 | (Stadtkreis)              | Reblandmuseum |                                                   |      |  |
| 76530 Baden-Baden                 | (Stadtkreis)              | Staatliche Kunsthalle Baden-Baden                                                                                                |                                                   |      |  |
| 76530 Baden-Baden                 | (Stadtkreis)              | Stadtmuseum Baden-Baden |                                                   |      |  |
| 76534 Baden-Baden                 | (Stadtkreis)              | Brahmshaus Baden-Baden |                                                   |      |  |
| 76530 Baden-Baden                 | (Stadtkreis)              | Das kleine Spielzeugmuseum Baden-Baden                                                                                           |                                                   |      |  |
| 76532 Baden-Baden                 | (Stadtkreis)              | Kunstmuseum Gehrke-Remund |                                                   |      |  |
| 72270 Baiersbronn                 | Freudenstadt              | Alte Waldgeräte-Sammlung im Kutscherhaus                                                                                         |                                                   |      |  |
| 72270 Baiersbronn                 | Freudenstadt              | Glashütte Buhlbach |                                                   |      |  |
| 72270 Baiersbronn                 | Freudenstadt              | Hauffs Märchenmuseum | Literatur- und Heimatmuseum                       |      |  |
| 72336 Balingen                    | Zollernalbkreis           | Waagenmuseum Balingen |                                                   |      |  |
| 72336 Balingen                    | Zollernalbkreis           | Bauernmuseum im Rathaus Ostdorf                                                                                                  |                                                   |      |  |
| 72336 Balingen                    | Zollernalbkreis           | Friedrich Eckenfelder Galerie |                                                   |      |  |
| 72336 Balingen                    | Zollernalbkreis           | Museum deutsche Eisenbahn |                                                   |      |  |
| 72336 Balingen                    | Zollernalbkreis           | Rathausgalerie Balingen |                                                   |      |  |
| 72336 Balingen                    | Zollernalbkreis           | Städtisches Museum Zehntscheuer Balingen                                                                                         |                                                   |      |  |
| 69245 Bammental                   | Rhein-Neckar              | Heimatmuseum Bammental |                                                   |      |  |
| 71726 Benningen                   | Ludwigsburg               | Heimatmuseum Benningen |                                                   |      |  |
| 71726 Benningen                   | Ludwigsburg               | Museum im Adler Benningen |                                                   |      |  |
| 89180 Berghülen                   | Alb-Donau                 | Kutschen-Wagen-Museum |                                                   |      |  |
| 73663 Berglen                     | Rems-Murr                 | Heimatmuseum Oppelsbohm |                                                   |      |  |
| 79872 Bernau im Schwarzwald       | Waldshut                  | Hans-Thoma-Kunstmuseum |                                                   |      |  |
| 79872 Bernau im Schwarzwald       | Waldshut                  | Resenhof |                                                   |      |  |
| 89182 Bernstadt                   | Alb-Donau                 | Heimatstube |                                                   |      |  |
| 72660 Beuren                      | Esslingen                 | Freilichtmuseum Beuren |                                                   |      |  |
| 88631 Beuron                      | Sigmaringen               | Naturschutzzentrum Obere Donau, Haus der Natur, Beuron                                                                           |                                                   |      |  |
| 88631 Beuron                      | Sigmaringen               | Bibelmuseum der Erzabtei Beuron                                                                                                  |                                                   |      |  |
| 77781 Biberach (Baden)            | Ortenaukreis              | Ketterer-Haus |                                                   |      |  |
| 88400 Biberach an der Riß         | Tübingen                  | Museum Biberach (Braith-Mali-Museum)                                                                                             |                                                   |      |  |
| 88400 Biberach an der Riß         | Tübingen                  | Film- und Kinomuseum Baden-Württemberg                                                                                           |                                                   |      |  |
| 88400 Biberach an der Riß         | Tübingen                  | Nistkasten- und Vogelschutzmuseum Gerhard Föhr, Vogelschutzinformationsstelle                                                    |                                                   |      |  |
| 88400 Biberach an der Riß         | Tübingen                  | Webermuseum in der Zeughausgasse                                                                                                 |                                                   |      |  |
| 88400 Biberach an der Riß         | Tübingen                  | Weißgerberwalk |                                                   |      |  |
| 88400 Biberach an der Riß         | Tübingen                  | Wieland-Gartenhaus |                                                   |      |  |
| 88400 Biberach an der Riß         | Tübingen                  | Wieland-Museum |                                                   |      |  |
| 74321 Bietigheim-Bissingen        | Ludwigsburg               | Städtische Galerie Bietigheim-Bissingen                                                                                          |                                                   |      |  |
| 74321 Bietigheim-Bissingen        | Ludwigsburg               | Bauernmuseum Mack im Stadtteil Metterzimmern                                                                                     |                                                   |      |  |
| 74321 Bietigheim-Bissingen        | Ludwigsburg               | Fotomuseum im Turm Bietigheim-Bissingen                                                                                          |                                                   |      |  |
| 74321 Bietigheim-Bissingen        | Ludwigsburg               | Mettermühle |                                                   |      |  |
| 74321 Bietigheim-Bissingen        | Ludwigsburg               | Stadtmuseum Hornmoldhaus |                                                   |      |  |
| 74321 Bietigheim-Bissingen        | Ludwigsburg               | Zuckmantler Heimatstube |                                                   |      |  |
| 72379 Bisingen                    | Zollernalbkreis           | Burg Hohenzollern |                                                   |      |  |
| 72406 Bisingen                    | Zollernalbkreis           | Museum „Schwierigkeiten des Erinnerns – Ölschiefervorkommen – KZ Bisingen“                                                       |                                                   |      |  |
| 89143 Blaubeuren                  | Alb-Donau                 | Schubartstube im ehemaligen Amtshaus des Klosters Blaubeuren                                                                     |                                                   |      |  |
| 89143 Blaubeuren                  | Alb-Donau                 | Heimatmuseum Blaubeuren im Klosterhof                                                                                            |                                                   |      |  |
| 89143 Blaubeuren                  | Alb-Donau                 | Historische Hammerschmiede Blaubeuren                                                                                            |                                                   |      |  |
| 89143 Blaubeuren                  | Alb-Donau                 | Landwirtschaftliches Museum Asch                                                                                                 |                                                   |      |  |
| 89143 Blaubeuren                  | Alb-Donau                 | Urgeschichtliches Museum (Urmu), u. a. Galerie 40tausend Jahre Kunst                                                             |                                                   |      |  |
| 89134 Blaustein                   | Alb-Donau                 | Erwin-Rommel-Museum in Herrlingen                                                                                                |                                                   |      |  |
| 89134 Blaustein                   | Alb-Donau                 | Steinzeitpark Ehrenstein (seit 2019 im Aufbau)                                                                                   |                                                   |      |  |
| 89134 Blaustein                   | Alb-Donau                 | Galerie „Fruchtkasten“ |                                                   |      |  |
| 89134 Blaustein                   | Alb-Donau                 | Heimatkundliche Sammlung in Weidach                                                                                              |                                                   |      |  |
| 78176 Blumberg                    | Schwarzwald-Baar          | Museumsbahn Wutachtal Sauschwänzlebahn mit Museum                                                                                |                                                   |      |  |
| 71032 Böblingen                   | Böblingen                 | Deutsches Bauernkriegsmuseum Böblingen                                                                                           |                                                   |      |  |
| 71032 Böblingen                   | Böblingen                 | Deutsches Fleischermuseum |                                                   |      |  |
| 71032 Böblingen                   | Böblingen                 | Städtische Galerie Böblingen |                                                   |      |  |
| 71032 Böblingen                   | Böblingen                 | galerie contact |                                                   |      |  |
| 71032 Böblingen                   | Böblingen                 | Heimatmuseum des Nordböhmischen Niederlandes                                                                                     |                                                   |      |  |
| 72411 Bodelshausen                | Tübingen                  | Heimatgeschichtliche Sammlung Bodelshausen                                                                                       |                                                   |      |  |
| 79848 Bonndorf im Schwarzwald     | Waldshut                  | Kreismuseum Bonndorf im Schloss Bonndorf                                                                                         |                                                   |      |  |
| 79848 Bonndorf im Schwarzwald     | Waldshut                  | Schloss-Narrenstuben Bonndorf |                                                   |      |  |
| 74357 Bönnigheim                  | Ludwigsburg               | Museum Charlotte Zander |                                                   |      |  |
| 74357 Bönnigheim                  | Ludwigsburg               | Museum im Steinhaus Schwäbisches Schnapsmuseum Bönnigheim                                                                        |                                                   |      |  |
| 74357 Bönnigheim                  | Ludwigsburg               | Museum Sophie La Roche |                                                   |      |  |
| 74357 Bönnigheim                  | Ludwigsburg               | Museum Arzney-Küche |                                                   |      |  |
| 73441 Bopfingen                   | Ostalbkreis               | Museum im Seelhaus |                                                   |      |  |
| 73441 Bopfingen                   | Ostalbkreis               | Synagoge Oberdorf |                                                   |      |  |
| 73441 Bopfingen                   | Ostalbkreis               | Fürst Wallerstein Waffensammlung im Schloss Baldern                                                                              |                                                   |      |  |
| 73441 Bopfingen                   | Ostalbkreis               | Heimatstube Trochtelfingen |                                                   |      |  |
| 73441 Bopfingen                   | Ostalbkreis               | Heimatstuben des Bundes der Heimatfreunde Bopfingen                                                                              |                                                   |      |  |
| 78662 Bösingen                    | Rottweil                  | Bauernmuseum Pfarrscheuer Bösingen                                                                                               |                                                   |      |  |
| 97944 Boxberg                     | Main-Tauber               | Heimatmuseum Boxberg im Alten Rathaus                                                                                            |                                                   |      |  |
| 74336 Brackenheim                 | Heilbronn                 | Theodor-Heuss-Museum |                                                   |      |  |
| 74336 Brackenheim                 | Heilbronn                 | Heimatmuseum Brackenheim |                                                   |      |  |
| 74336 Brackenheim                 | Heilbronn                 | Privatgalerie Sabine Hehle |                                                   |      |  |
| 78199 Bräunlingen                 | Schwarzwald-Baar          | Kelnhof Museum |                                                   |      |  |
| 78199 Bräunlingen                 | Schwarzwald-Baar          | Narrenmuseum |                                                   |      |  |
| 79206 Breisach                    | Breisgau-Hochschwarzwald  | Museum für Stadtgeschichte Breisach                                                                                              |                                                   |      |  |
| 75015 Bretten                     | Karlsruhe                 | Deutsches Schutzengelmuseum |                                                   |      |  |
| 75015 Bretten                     | Karlsruhe                 | Melanchthonhaus |                                                   |      |  |
| 75015 Bretten                     | Karlsruhe                 | Stadtmuseum im Schweizer Hof |                                                   |      |  |
| 75015 Bretten                     | Karlsruhe                 | Gerbermuseum im Gerberhaus |                                                   |      |  |
| 74585 Brettheim                   | Schwäbisch Hall           | Budaörser Heimatmuseum |                                                   |      |  |
| 74585 Brettheim                   | Schwäbisch Hall           | Erinnerungsstätte Die Männer von Brettheim Friedrich Braun                                                                       |                                                   |      |  |
| 78086 Brigachtal                  | Schwarzwald-Baar          | Heimatmuseum Brigachtal |                                                   |      |  |
| 76646 Bruchsal                    | Karlsruhe                 | Deutsches Musikautomaten-Museum im Schloss Bruchsal, Außenstelle Badisches Landesmuseum                                          |                                                   |      |  |
| 76646 Bruchsal                    | Karlsruhe                 | Galerie im Rathaus Bruchsal |                                                   |      |  |
| 76646 Bruchsal                    | Karlsruhe                 | Galerie in der Stadtbibliothek Bruchsal                                                                                          |                                                   |      |  |
| 76646 Bruchsal                    | Karlsruhe                 | Heimatmuseum Heidelsheim |                                                   |      |  |
| 76646 Bruchsal                    | Karlsruhe                 | Heimatmuseum Untergrombach |                                                   |      |  |
| 76646 Bruchsal                    | Karlsruhe                 | Museum der Stadt Bruchsal im Schloss                                                                                             |                                                   |      |  |
| 68782 Brühl (Baden)               | Rhein-Neckar              | Heimatstuben |                                                   |      |  |
| 74722 Buchen                      | Neckar-Odenwald           | Bezirksmuseum Buchen |                                                   |      |  |
| 74722 Buchen                      | Neckar-Odenwald           | Museum Narrenringstube | Fasching                                          |      |  |
| 74722 Buchen                      | Neckar-Odenwald           | Eiermann-Magnani-Museum (Ortsteil Hettingen)                                                                                     |                                                   |      |  |
| 79426 Buggingen                   | Breisgau-Hochschwarzwald  | Kalimuseum Buggingen |                                                   |      |  |
| 77815 Bühl                        | Rastatt                   | Museum Geiserschmiede Bühlertal                                                                                                  |                                                   |      |  |
| 77815 Bühl                        | Rastatt                   | Heimatmuseum Bühl |                                                   |      |  |
| 77815 Bühl                        | Rastatt                   | Stadtgeschichtliches Institut im Schloss Waldsteg                                                                                |                                                   |      |  |
| 88483 Burgrieden                  | Biberach                  | Museum Villa Rot |                                                   |      |  |
| 72393 Burladingen                 | Zollernalbkreis           | Deutsches Peitschenmuseum im ehemaligen Bahnhof Killer                                                                           |                                                   |      |  |
| 72393 Burladingen                 | Zollernalbkreis           | Dorfmuseum Melchingen |                                                   |      |  |
| 75365 Calw                        | Calw                      | Hermann-Hesse-Museum |                                                   |      |  |
| 75365 Calw                        | Calw                      | Klostermuseum Hirsau |                                                   |      |  |
| 75365 Calw                        | Calw                      | Aureliuskirche Calw |                                                   |      |  |
| 75365 Calw                        | Calw                      | Bauernhausmuseum Altburg |                                                   |      |  |
| 75365 Calw                        | Calw                      | Galerie der Stadt Calw |                                                   |      |  |
| 75365 Calw                        | Calw                      | Gerbereimuseum |                                                   |      |  |
| 75365 Calw                        | Calw                      | Herzogliches Jagdschloss |                                                   |      |  |
| 75365 Calw                        | Calw                      | Klostergärtlein Calw |                                                   |      |  |
| 75365 Calw                        | Calw                      | Museum der Stadt Calw im Palais Vischer                                                                                          |                                                   |      |  |
| 75365 Calw                        | Calw                      | Spielzeugmuseum |                                                   |      |  |
| 74389 Cleebronn                   | Heilbronn                 | Trillarium in der Altweibermühle                                                                                                 |                                                   |      |  |
| 74389 Cleebronn                   | Heilbronn                 | Vinarium in der Altweibermühle                                                                                                   |                                                   |      |  |
| 74564 Crailsheim                  | Schwäbisch Hall           | Stadtmuseum im Spital Crailsheim                                                                                                 |                                                   |      |  |
| 97993 Creglingen                  | Main-Tauber               | Jüdisches Museum Creglingen |                                                   |      |  |
| 97993 Creglingen                  | Main-Tauber               | Museum Vom Kloster zum Dorf in der Kirche Frauental                                                                              |                                                   |      |  |
| 97993 Creglingen                  | Main-Tauber               | Oppidum Burgstall bei Finsterlohr                                                                                                |                                                   |      |  |
| 97993 Creglingen                  | Main-Tauber               | Bäuerliches Museum Creglingen Fuchshof                                                                                           |                                                   |      |  |
| 97993 Creglingen                  | Main-Tauber               | Feuerwehrmuseum Schloss Waldmannshofen                                                                                           |                                                   |      |  |
| 97993 Creglingen                  | Main-Tauber               | Fingerhutmuseum |                                                   |      |  |
| 97993 Creglingen                  | Main-Tauber               | Flachsbrechhüttenmuseum Burgstall                                                                                                |                                                   |      |  |
| 97993 Creglingen                  | Main-Tauber               | Heimatmuseum Frauental |                                                   |      |  |
| 97993 Creglingen                  | Main-Tauber               | Lindleinturm-Museum |                                                   |      |  |
| 75392 Deckenpfronn                | Böblingen                 | Heimatmuseum Deckenpfronn Zehntscheuer                                                                                           |                                                   |      |  |
| 73779 Deizisau                    | Esslingen                 | Erstes Württembergisches Polizeimuseum                                                                                           |                                                   |      |  |
| 72135 Dettenhausen                | Tübingen                  | Polizeimuseum |                                                   |      |  |
| 72135 Dettenhausen                | Tübingen                  | Schönbuchmuseum |                                                   |      |  |
| 72581 Dettingen an der Erms       | Reutlingen                | Wilhelm-Zimmermann-Gedächtnisstätte                                                                                              |                                                   |      |  |
| 72581 Dettingen an der Erms       | Reutlingen                | Heimatmuseum |                                                   |      |  |
| 88451 Dettingen an der Iller      | Biberach                  | Rudolf Schreier Dorfmuseum |                                                   |      |  |
| 78661 Dietingen                   | Rottweil                  | Welt der Kristalle, Museum & Shop, Mineralien-, Kristall- und Fossilienmuseum                                                    |                                                   |      |  |
| 89561 Dischingen                  | Heidenheim                | Dischinger Heimatmuseum |                                                   |      |  |
| 71254 Ditzingen                   | Ludwigsburg               | Städtische Galerie am Laien |                                                   |      |  |
| 71254 Ditzingen                   | Ludwigsburg               | Stadtmuseum Ditzingen |                                                   |      |  |
| 78166 Donaueschingen              | Schwarzwald-Baar          | Fastnachtsmuseum |                                                   |      |  |
| 78166 Donaueschingen              | Schwarzwald-Baar          | Fürstlich Fürstenbergisches Institut für Kunst und Wissenschaft                                                                  |                                                   |      |  |
| 78166 Donaueschingen              | Schwarzwald-Baar          | Fürstlich Fürstenbergisches Schlossmuseum                                                                                        |                                                   |      |  |
| 78166 Donaueschingen              | Schwarzwald-Baar          | Museum Biedermann |                                                   |      |  |
| 72280 Dornstetten                 | Freudenstadt              | Graphisches Kabinett im Fruchtkasten, Kunststiftung Eleonore Kötter                                                              |                                                   |      |  |
| 72280 Dornstetten                 | Freudenstadt              | Heimatmuseum Dornstetten |                                                   |      |  |
| 72280 Dornstetten                 | Freudenstadt              | Historisches Silberbergwerk Himmlisch Heer                                                                                       |                                                   |      |  |
| 72280 Dornstetten                 | Freudenstadt              | Puppen- und Spielzeugmuseum |                                                   |      |  |
| 74677 Dörzbach                    | Hohenlohekreis            | Jagsttalbahn |                                                   |      |  |
| 77770 Durbach                     | Ortenaukreis              | Wein- und Heimatmuseum |                                                   |      |  |
| 73105 Dürnau                      | Göppingen                 | Gralglasmuseum |                                                   |      |  |
| 69412 Eberbach                    | Rhein-Neckar              | Heimatmuseum der Stadt Eberbach                                                                                                  |                                                   |      |  |
| 69412 Eberbach                    | Rhein-Neckar              | Küfereimuseum |                                                   |      |  |
| 69412 Eberbach                    | Rhein-Neckar              | Zinnfiguren-Kabinett |                                                   |      |  |
| 71735 Eberdingen                  | Ludwigsburg               | Keltenmuseum Hochdorf in Eberdingen-Hochdorf                                                                                     |                                                   |      |  |
| 73061 Ebersbach an der Fils       | Göppingen                 | Jakob Grünenwald-Gedächtnisstätte                                                                                                |                                                   |      |  |
| 73061 Ebersbach an der Fils       | Göppingen                 | Historische Fabrikhalle Fliesen-Harsch                                                                                           |                                                   |      |  |
| 73061 Ebersbach an der Fils       | Göppingen                 | Stadtmuseum „Alte Post“ |                                                   |      |  |
| 79588 Efringen-Kirchen            | Lörrach                   | Museum in der Alten Schule |                                                   |      |  |
| 76344 Eggenstein-Leopoldshafen    | Karlsruhe                 | Albtalbahn UEF e. V., Arbeitsgruppe Karlsruhe                                                                                    |                                                   |      |  |
| 89584 Ehingen                     | Alb-Donau                 | Römermuseum in der Schule Rißtissen                                                                                              |                                                   |      |  |
| 89584 Ehingen                     | Alb-Donau                 | Alte Säge in Mundingen (an der Straße L231 nach Untermarchtal)                                                                   |                                                   |      |  |
| 89584 Ehingen                     | Alb-Donau                 | Besenmuseum im Schloss Mochental                                                                                                 |                                                   |      |  |
| 89584 Ehingen                     | Alb-Donau                 | Besenmuseum und Privatgalerie im barocken Schloss Mochental                                                                      |                                                   |      |  |
| 89584 Ehingen                     | Alb-Donau                 | Modemuseum Feigel im ehemaligen Schulgebäude Granheim                                                                            |                                                   |      |  |
| 89584 Ehingen                     | Alb-Donau                 | Museum der Stadt Ehingen im ehemaligen Heilig-Geist-Spital                                                                       |                                                   |      |  |
| 89584 Ehingen                     | Alb-Donau                 | Pfarrer Dr.Walz-Saal im ehemaligen Pfarrhaus Erbstetten                                                                          |                                                   |      |  |
| 73054 Eislingen/Fils              | Göppingen                 | Pumpwerk der Eislinger Wasserversorgungsgruppe                                                                                   |                                                   |      |  |
| 73479 Ellwangen                   | Ostalbkreis               | Alamannenmuseum Ellwangen |                                                   |      |  |
| 73479 Ellwangen                   | Ostalbkreis               | Schloss ob Ellwangen |                                                   |      |  |
| 79215 Elzach                      | Emmendingen               | Heimatkundliche Sammlung Elzach                                                                                                  |                                                   |      |  |
| 79215 Elzach                      | Emmendingen               | Museum im Markgrafenschloss Elzach                                                                                               |                                                   |      |  |
| 79215 Elzach                      | Emmendingen               | Rebenbummler am Kaiserstuhl EFB Eisenbahnfreunde Breisgau e. V.                                                                  |                                                   |      |  |
| 89607 Emerkingen                  | Alb-Donau                 | Museum im Römerturm |                                                   |      |  |
| 78576 Emmingen-Liptingen          | Tuttlingen                | Dorfmuseum Emmingen-Liptingen |                                                   |      |  |
| 72186 Empfingen                   | Freudenstadt              | Dorfschmiedemuseum Empfingen |                                                   |      |  |
| 79346 Endingen am Kaiserstuhl     | Emmendingen               | Heimatmuseum Kiechlinsbergen |                                                   |      |  |
| 79346 Endingen am Kaiserstuhl     | Emmendingen               | Kaiserstühler Heimatmuseum |                                                   |      |  |
| 79346 Endingen am Kaiserstuhl     | Emmendingen               | Käsereimuseum S. Risch |                                                   |      |  |
| 79346 Endingen am Kaiserstuhl     | Emmendingen               | Vorderösterreichisches Museum |                                                   |      |  |
| 78234 Engen                       | Konstanz                  | Städtisches Museum Engen + Galerie im ehemaligen Kloster St. Wolfgang                                                            |                                                   |      |  |
| 72829 Engstingen                  | Reutlingen                | Automuseum Engstingen |                                                   |      |  |
| 74925 Epfenbach                   | Rhein-Neckar              | Heimatmuseum Epfenbach |                                                   |      |  |
| 75031 Eppingen                    | Heilbronn                 | Jordanbad in der alten Synagoge                                                                                                  |                                                   |      |  |
| 75031 Eppingen                    | Heilbronn                 | Bauernmuseum Eppingen |                                                   |      |  |
| 75031 Eppingen                    | Heilbronn                 | Heimatstube Elsenz |                                                   |      |  |
| 75031 Eppingen                    | Heilbronn                 | Heimatstube Mühlbach mit Philipp Neubrand Gedächtnisstube                                                                        |                                                   |      |  |
| 75031 Eppingen                    | Heilbronn                 | Heimatstube Rohrbach |                                                   |      |  |
| 75031 Eppingen                    | Heilbronn                 | Stadt- und Fachwerkmuseum Alte Universität Eppingen                                                                              |                                                   |      |  |
| 75031 Eppingen                    | Heilbronn                 | Steinhauermuseum Eppingen |                                                   |      |  |
| 89155 Erbach                      | Alb-Donau                 | Schlossmuseum Erbach und Museum der deutschen Sprachinselorte bei Brünn                                                          |                                                   |      |  |
| 71729 Erdmannhausen               | Ludwigsburg               | Brezelmuseum |                                                   |      |  |
| 88097 Eriskirch                   | Bodenseekreis             | Naturschutzzentrum Eriskirch |                                                   |      |  |
| 88097 Eriskirch                   | Bodenseekreis             | Heimatmuseum Eriskirch |                                                   |      |  |
| 74235 Erlenbach                   | Heilbronn                 | Weinbaumuseum „Alte Kelter“ |                                                   |      |  |
| 73457 Essingen (Württemberg)      | Ostalbkreis               | Dorfmuseum Essingen |                                                   |      |  |
| 73728 Esslingen am Neckar         | Esslingen                 | Museum St. Dionys |                                                   |      |  |
| 73728 Esslingen am Neckar         | Esslingen                 | Altes Rathaus Esslingen |                                                   |      |  |
| 73728 Esslingen am Neckar         | Esslingen                 | Die Galerie am Hafenmarkt der Künstlergilde Esslingen                                                                            |                                                   |      |  |
| 73728 Esslingen am Neckar         | Esslingen                 | Galerie der Kreissparkasse Esslingen                                                                                             |                                                   |      |  |
| 73726 Esslingen am Neckar         | Esslingen                 | Galerie der Stadt Esslingen Villa Merkel                                                                                         |                                                   |      |  |
| 73728 Esslingen am Neckar         | Esslingen                 | J.-F.-Schreiber-Museum |                                                   |      |  |
| 73732 Esslingen am Neckar         | Esslingen                 | Krummauer Heimatstube Esslingen im Wolfstor                                                                                      |                                                   |      |  |
| 73728 Esslingen am Neckar         | Esslingen                 | Stadtmuseum im Gelben Haus |                                                   |      |  |
| 76275 Ettlingen                   | Karlsruhe                 | Kunstverein Wilhelmshöhe |                                                   |      |  |
| 76275 Ettlingen                   | Karlsruhe                 | Museum Ettlingen im Ettlinger Schloss                                                                                            |                                                   |      |  |
| 70734 Fellbach                    | Rems-Murr                 | Alte Kelter Fellbach |                                                   |      |  |
| 70734 Fellbach                    | Rems-Murr                 | Galerie der Stadt Fellbach |                                                   |      |  |
| 70734 Fellbach                    | Rems-Murr                 | Ostdeutsche Heimatstube Fellbach                                                                                                 |                                                   |      |  |
| 70734 Fellbach                    | Rems-Murr                 | Stadtmuseum Fellbach mit MörikeKabinett                                                                                          |                                                   |      |  |
| 70794 Filderstadt                 | Esslingen                 | Gottlob-Häussler-Heimatmuseum |                                                   |      |  |
| 70794 Filderstadt                 | Esslingen                 | Städtische Galerie Filderstadt                                                                                                   |                                                   |      |  |
| 76596 Forbach                     | Rastatt                   | Murgtal-Museum Forbach-Bermersbach                                                                                               |                                                   |      |  |
| 76596 Forchtenberg                | Hohenlohekreis            | Heimat- und Bildhauer-Kern-Museum                                                                                                |                                                   |      |  |
| 74586 Frankenhardt                | Schwäbisch Hall           | Schloss Honhardt |                                                   |      |  |
| 79348 Freiamt                     | Emmendingen               | Heimatmuseum Freiamt |                                                   |      |  |
| 71691 Freiberg                    | Ludwigsburg               | Museum im Schlössle Freiberg |                                                   |      |  |
| 79100 Freiburg im Breisgau        | (Stadtkreis)              | Arboretum Freiburg-Günterstal des Forstamts Freiburg                                                                             |                                                   |      |  |
| 79085 Freiburg im Breisgau        | (Stadtkreis)              | Archäologische Sammlung der Universität Freiburg                                                                                 |                                                   |      |  |
| 79098 Freiburg im Breisgau        | (Stadtkreis)              | Archäologisches Museum Colombischlössle                                                                                          |                                                   |      |  |
| 79098 Freiburg im Breisgau        | (Stadtkreis)              | Augustinermuseum, Museum für Kunst- und Kulturgeschichte am Oberrhein                                                            |                                                   |      |  |
| 79104 Freiburg im Breisgau        | (Stadtkreis)              | Botanischer Garten der Universität Freiburg                                                                                      |                                                   |      |  |
| 79098 Freiburg im Breisgau        | (Stadtkreis)              | Freiburger Fasnetmuseum (Turmstraße)                                                                                             |                                                   |      |  |
| 79108 Freiburg im Breisgau        | (Stadtkreis)              | Kleines Stuck-Museum |                                                   |      |  |
| 79098 Freiburg im Breisgau        | (Stadtkreis)              | Kunstverein Freiburg im alten Marienbad                                                                                          |                                                   |      |  |
| 79098 Freiburg im Breisgau        | (Stadtkreis)              | Museum für Neue Kunst, (Marienstrasse)                                                                                           |                                                   |      |  |
| 79098 Freiburg im Breisgau        | (Stadtkreis)              | Museum für Stadtgeschichte (Abteilung des Augustinermuseums im Wentzingerhaus am Münsterplatz)                                   |                                                   |      |  |
| 79098 Freiburg im Breisgau        | (Stadtkreis)              | Naturmuseum Freiburg |                                                   |      |  |
| 79085 Freiburg im Breisgau        | (Stadtkreis)              | Uniseum (Universitätsmuseum der Albert-Ludwigs-Universität Freiburg)                                                             |                                                   |      |  |
| 79098 Freiburg im Breisgau        | (Stadtkreis)              | Zinnfigurenklause im Schwabentor – Museum für Geschichte in Dioramen mit Zinnfiguren                                             |                                                   |      |  |
| 79104 Freiburg im Breisgau        | (Stadtkreis)              | Stiftung für konkrete Kunst Roland Phleps, (Pochgasse)                                                                           |                                                   |      |  |
| 79100 Freiburg im Breisgau        | (Stadtkreis)              | Waldbau-Institut der Universität Freiburg, Versuchsgarten Günterstal                                                             |                                                   |      |  |
| 72250 Freudenstadt                | Freudenstadt              | Dorfmuseum Dietersweiler |                                                   |      |  |
| 72250 Freudenstadt                | Freudenstadt              | Experimenta Freudenstadt |                                                   |      |  |
| 72250 Freudenstadt                | Freudenstadt              | Galerie Wolfgang Altendorf Freudenstadt                                                                                          |                                                   |      |  |
| 72250 Freudenstadt                | Freudenstadt              | Heimatmuseum Freudenstadt im Stadthaus auf dem Marktplatz                                                                        |                                                   |      |  |
| 74392 Freudental                  | Ludwigsburg               | Pädagogisch-Kulturelles Centrum Ehemalige Synagoge Freudental e. V.                                                              |                                                   |      |  |
| 78567 Fridingen                   | Tuttlingen                | Museum Oberes Donautal |                                                   |      |  |
| 88046 Friedrichshafen             | Bodenseekreis             | Dornier-Museum Friedrichshafen                                                                                                   |                                                   |      |  |
| 88045 Friedrichshafen             | Bodenseekreis             | Zeppelin Museum Friedrichshafen GmbH                                                                                             |                                                   |      |  |
| 88046 Friedrichshafen             | Bodenseekreis             | Garnisonsmuseum Friedrichshafen                                                                                                  |                                                   |      |  |
| 88045 Friedrichshafen             | Bodenseekreis             | Kunstverein Friedrichshafen |                                                   |      |  |
| 88048 Friedrichshafen             | Bodenseekreis             | Rathausgalerie Ailingen |                                                   |      |  |
| 88045 Friedrichshafen             | Bodenseekreis             | Schulmuseum Friedrichshafen |                                                   |      |  |
| 88048 Friedrichshafen             | Bodenseekreis             | Streuobstmuseum Ailingen |                                                   |      |  |
| 78120 Furtwangen                  | Schwarzwald-Baar          | Deutsches Uhrenmuseum |                                                   |      |  |
| 78120 Furtwangen                  | Schwarzwald-Baar          | Rechnermuseum der Hochschule Furtwangen                                                                                          |                                                   |      |  |
| 76571 Gaggenau                    | Rastatt                   | Museum Haus Kast Hörden |                                                   |      |  |
| 78343 Gaienhofen                  | Konstanz                  | Hermann-Hesse-Höri-Museum |                                                   |      |  |
| 78343 Gaienhofen                  | Konstanz                  | Museum Haus Dix |                                                   |      |  |
| 74405 Gaildorf                    | Schwäbisch Hall           | Dampfbahn Kochertal und Wieslauftal-Express DBK Dampfbahn Kochertal e. V.                                                        |                                                   |      |  |
| 74405 Gaildorf                    | Schwäbisch Hall           | Galerie im Alten Schloss Gaildorf                                                                                                |                                                   |      |  |
| 75391 Gechingen                   | Calw                      | Museum Appeleshof |                                                   |      |  |
| 73312 Geislingen an der Steige    | Göppingen                 | Museum des Südmährischen Landschaftsrates                                                                                        |                                                   |      |  |
| 73312 Geislingen an der Steige    | Göppingen                 | Museum im Alten Bau & Südwestdeutsches Schatztruhenmuseum                                                                        |                                                   |      |  |
| 73312 Geislingen an der Steige    | Göppingen                 | Städtische Galerie Geislingen |                                                   |      |  |
| 73312 Geislingen an der Steige    | Göppingen                 | Städtische Galerie im Alten Bau                                                                                                  |                                                   |      |  |
| 73312 Geislingen an der Steige    | Göppingen                 | Zweirad-Veteranenmuseum in Eybach                                                                                                |                                                   |      |  |
| 77723 Gengenbach                  | Ortenaukreis              | Flößerei- und Verkehrsmuseum Gengenbach                                                                                          |                                                   |      |  |
| 77723 Gengenbach                  | Ortenaukreis              | Narrenmuseum Niggelturm |                                                   |      |  |
| 77723 Gengenbach                  | Ortenaukreis              | Städtisches Museum Gengenbach im Haus Löwenberg                                                                                  |                                                   |      |  |
| 74582 Gerabronn                   | Schwäbisch Hall           | Alte Oberamtei Gerabronn Oberamtsmuseum                                                                                          |                                                   |      |  |
| 70839 Gerlingen                   | Ludwigsburg               | Gerlinger Heimatmuseum |                                                   |      |  |
| 70839 Gerlingen                   | Ludwigsburg               | Lukaskirche Gerlingen |                                                   |      |  |
| 70839 Gerlingen                   | Ludwigsburg               | Museum der Deutschen aus Ungarn Gerlingen                                                                                        |                                                   |      |  |
| 70839 Gerlingen                   | Ludwigsburg               | Stadtmuseum Gerlingen |                                                   |      |  |
| 76593 Gernsbach                   | Rastatt                   | Storchenturm |                                                   |      |  |
| 76593 Gernsbach                   | Rastatt                   | Infozentrum Kaltenbronn |                                                   |      |  |
| 76593 Gernsbach                   | Rastatt                   | Museum der Harmonie – Stiftung Jan Brauers, Altes Rathaus                                                                        |                                                   |      |  |
| 76593 Gernsbach                   | Rastatt                   | Waldmuseum Reichental |                                                   |      |  |
| 89547 Gerstetten                  | Heidenheim                | Museum im Ursula-Stift und Schmiede am Stift                                                                                     |                                                   |      |  |
| 89547 Gerstetten                  | Heidenheim                | Riff-Museum |                                                   |      |  |
| 89537 Giengen an der Brenz        | Heidenheim                | Die Welt von Steiff |                                                   |      |  |
| 89537 Giengen an der Brenz        | Heidenheim                | Stadtmuseum Giengen |                                                   |      |  |
| 72555 Glems                       | Reutlingen                | Obstbaumuseum |                                                   |      |  |
| 72532 Gomadingen                  | Reutlingen                | Gedenkstätte Grafeneck im Samariterstift                                                                                         |                                                   |      |  |
| 72532 Gomadingen                  | Reutlingen                | Gestütsmuseum Klosterkirche Offenhausen                                                                                          |                                                   |      |  |
| 73037 Göppingen                   | Göppingen                 | Dokumentationsraum für staufische Geschichte Göppingen                                                                           |                                                   |      |  |
| 73033 Göppingen                   | Göppingen                 | Heimatstube und Dokumentationsraum der Banater Schwaben Göppingen                                                                |                                                   |      |  |
| 73035 Göppingen                   | Göppingen                 | Jüdisches Museum in der Alten Kirche Jebenhausen                                                                                 |                                                   |      |  |
| 73033 Göppingen                   | Göppingen                 | Kunsthalle Göppingen |                                                   |      |  |
| 73033 Göppingen                   | Göppingen                 | Märklin Museum |                                                   |      |  |
| 73035 Göppingen                   | Göppingen                 | Mooreichen-Sammlung Göppingen |                                                   |      |  |
| 73033 Göppingen                   | Göppingen                 | Schönhengster Heimatmuseum |                                                   |      |  |
| 73033 Göppingen                   | Göppingen                 | Städtisches Museum im Storchen Göppingen                                                                                         |                                                   |      |  |
| 73035 Göppingen                   | Göppingen                 | Städtisches Naturkundliches Museum Göppingen                                                                                     |                                                   |      |  |
| 79865 Grafenhausen                | Waldshut                  | Heimatmuseum Hüsli zwischen Grafenhausen und Rothaus                                                                             |                                                   |      |  |
| 79639 Grenzach-Wyhlen             | Lörrach                   | Museum Römervilla |                                                   |      |  |
| 73344 Gruibingen                  | Göppingen                 | Heimatmuseum Straub |                                                   |      |  |
| 97947 Grünsfeld                   | Main-Tauber               | Museum im Amtshaus |                                                   |      |  |
| 74417 Gschwend                    | Ostalbkreis               | Heimatmuseum Gschwend-Horlachen                                                                                                  |                                                   |      |  |
| 74363 Güglingen                   | Heilbronn                 | Römermuseum Güglingen |                                                   |      |  |
| 74831 Gundelsheim                 | Heilbronn                 | Siebenbürgisches Museum Schloss Horneck                                                                                          |                                                   |      |  |
| 77793 Gutach                      | Ortenaukreis              | Schwarzwälder Freilichtmuseum Vogtsbauernhof                                                                                     |                                                   |      |  |
| 88709 Hagnau                      | Bodenseekreis             | Hagnauer Museum |                                                   |      |  |
| 88709 Hagnau                      | Bodenseekreis             | Das kleine Museum Hagnau |                                                   |      |  |
| 72401 Haigerloch                  | Zollernalbkreis           | Atomkeller-Museum |                                                   |      |  |
| 72401 Haigerloch                  | Zollernalbkreis           | Ehemalige Synagoge Haigerloch |                                                   |      |  |
| 72401 Haigerloch                  | Zollernalbkreis           | Galerie im Bürgerhaus Haigerloch                                                                                                 |                                                   |      |  |
| 72401 Haigerloch                  | Zollernalbkreis           | Galerie im Schloss Haigerloch |                                                   |      |  |
| 72221 Haiterbach                  | Calw                      | Heimatmuseum Haiterbach |                                                   |      |  |
| 74736 Hardheim                    | Neckar-Odenwald           | Erfatal-Museum |                                                   |      |  |
| 77716 Haslach im Kinzigtal        | Ortenaukreis              | Museum Freihof (Haslach im Kinzigtal)                                                                                            |                                                   |      |  |
| 77716 Haslach im Kinzigtal        | Ortenaukreis              | Schwarzwälder Trachtenmuseum |                                                   |      |  |
| 74855 Haßmersheim                 | Neckar-Odenwald           | Burgmuseum Burg Guttenberg |                                                   |      |  |
| 74855 Haßmersheim                 | Neckar-Odenwald           | Museum Old America Alabama Western Saloon                                                                                        |                                                   |      |  |
| 74855 Haßmersheim                 | Neckar-Odenwald           | Schiffermuseum des Schiffervereins „Germania“                                                                                    |                                                   |      |  |
| 77756 Hausach                     | Ortenaukreis              | Museum im Herrenhaus Hausach |                                                   |      |  |
| 79688 Hausen im Wiesental         | Lörrach                   | Dorfmuseum Hausen, Heimathaus Johann Peter Hebel                                                                                 |                                                   |      |  |
| 78595 Hausen ob Verena            | Tuttlingen                | Kunstmuseum Hohenkarpfen |                                                   |      |  |
| 72379 Hechingen                   | Zollernalbkreis           | Hohenzollerisches Landesmuseum                                                                                                   |                                                   |      |  |
| 72379 Hechingen                   | Zollernalbkreis           | Oldtimermuseum Zollernalb |                                                   |      |  |
| 72379 Hechingen                   | Zollernalbkreis           | Römisches Freilichtmuseum Hechingen-Stein                                                                                        |                                                   |      |  |
| 72379 Hechingen                   | Zollernalbkreis           | Alte Synagoge Hechingen |                                                   |      |  |
| 72379 Hechingen                   | Zollernalbkreis           | Altes Schloss Hechingen |                                                   |      |  |
| 72379 Hechingen                   | Zollernalbkreis           | Heimatmuseum Stetten |                                                   |      |  |
| 72379 Hechingen                   | Zollernalbkreis           | Städtisches Museum Hechingen |                                                   |      |  |
| 69117 Heidelberg                  | Rhein-Neckar              | Antikenmuseum und Abguss-Sammlung der Universität Heidelberg                                                                     |                                                   |      |  |
| 69118 Heidelberg                  | Rhein-Neckar              | Carl Bosch Museum |                                                   |      |  |
| 69117 Heidelberg                  | Rhein-Neckar              | Deutsches Apotheken-Museum im Heidelberger Schloss (Ottheinrichsbau)                                                             |                                                   |      |  |
| 69115 Heidelberg                  | Rhein-Neckar              | Prinzhorn-Sammlung an der Psychiatr. Universitätsklinik Heidelberg                                                               |                                                   |      |  |
| 69117 Heidelberg                  | Rhein-Neckar              | Heidelberger Kunstverein |                                                   |      |  |
| 69117 Heidelberg                  | Rhein-Neckar              | Kurpfälzisches Museum der Stadt Heidelberg                                                                                       |                                                   |      |  |
| 69117 Heidelberg                  | Rhein-Neckar              | Reichspräsident-Friedrich-Ebert-Gedenkstätte                                                                                     |                                                   |      |  |
| 69117 Heidelberg                  | Rhein-Neckar              | Universitätsbibliothek Heidelberg (Handschriften, u. a. Codex Manesse, Skriptorium)                                              |                                                   |      |  |
| 69117 Heidelberg                  | Rhein-Neckar              | Völkerkundemuseum Heidelberg |                                                   |      |  |
| 69120 Heidelberg                  | Rhein-Neckar              | Zoo Heidelberg |                                                   |      |  |
| 69120 Heidelberg                  | Rhein-Neckar              | Botanischer Garten der Universität Heidelberg                                                                                    |                                                   |      |  |
| 69117 Heidelberg                  | Rhein-Neckar              | Deutsches Verpackungs-Museum |                                                   |      |  |
| 69126 Heidelberg                  | Rhein-Neckar              | Institut für Plastination Heidelberg                                                                                             |                                                   |      |  |
| 69120 Heidelberg                  | Rhein-Neckar              | Museum für Geologie und Paläontologie der Universität Heidelberg                                                                 |                                                   |      |  |
| 69117 Heidelberg                  | Rhein-Neckar              | Museum für sakrale Kunst und Liturgie in der Jesuitenkirche                                                                      |                                                   |      |  |
| 69117 Heidelberg                  | Rhein-Neckar              | Museum Haus Cajeth Primitive Malerei im 20. Jahrhundert                                                                          |                                                   |      |  |
| 69117 Heidelberg                  | Rhein-Neckar              | Prinz Carl Palais Heidelberg |                                                   |      |  |
| 69117 Heidelberg                  | Rhein-Neckar              | Sammlung des Ägyptologischen Instituts der Universität Heidelberg                                                                |                                                   |      |  |
| 69117 Heidelberg                  | Rhein-Neckar              | Schlossmuseum Heidelberg |                                                   |      |  |
| 69118 Heidelberg                  | Rhein-Neckar              | Textilmuseum Max Berk |                                                   |      |  |
| 69117 Heidelberg                  | Rhein-Neckar              | Universitätsmuseum Heidelberg |                                                   |      |  |
| 69117 Heidelberg                  | Rhein-Neckar              | Zoologisches Museum der Universität Heidelberg                                                                                   |                                                   |      |  |
| 89518 Heidenheim an der Brenz     | Heidenheim                | Kunstmuseum Heidenheim |                                                   |      |  |
| 89518 Heidenheim an der Brenz     | Heidenheim                | Mitmachmuseum „Welt der Sinne“                                                                                                   |                                                   |      |  |
| 89518 Heidenheim an der Brenz     | Heidenheim                | Museum für Kutschen, Chaisen, Karren im Schloss Hellenstein                                                                      |                                                   |      |  |
| 89518 Heidenheim an der Brenz     | Heidenheim                | Museum im Römerbad |                                                   |      |  |
| 89522 Heidenheim an der Brenz     | Heidenheim                | Museum Schloss Hellenstein |                                                   |      |  |
| 74072 Heilbronn                   | (Stadtkreis)              | Haus der Stadtgeschichte des Stadtarchivs Heilbronn                                                                              |                                                   |      |  |
| 74072 Heilbronn                   | (Stadtkreis)              | Kunsthalle Vogelmann von Kunstverein Heilbronn und Städtischen Museen Heilbronn                                                  |                                                   |      |  |
| 74080 Heilbronn                   | (Stadtkreis)              | Süddeutsches Eisenbahnmuseum Heilbronn                                                                                           |                                                   |      |  |
| 74078 Heilbronn                   | (Stadtkreis)              | Historischer Industriepark Neckargartach der Stadtwerke Heilbronn                                                                |                                                   |      |  |
| 74072 Heilbronn                   | (Stadtkreis)              | Museum im Deutschhof der Städtischen Museen Heilbronn                                                                            |                                                   |      |  |
| 79423 Heitersheim                 | Breisgau-Hoschschwarzwald | Dreiecklandmuseumuseum, Tiergartenstraße 1                                                                                       |                                                   |      |  |
| 79423 Heitersheim                 | Breisgau-Hoschschwarzwald | Römermuseum „Villa urbana“ |                                                   |      |  |
| 69502 Hemsbach                    | Rhein-Neckar              | Synagoge Hemsbach |                                                   |      |  |
| 88518 Herbertingen                | Sigmaringen               | Heuneburg-Museum in Hundersingen                                                                                                 |                                                   |      |  |
| 89542 Herbrechtingen              | Heidenheim                | Museum der Donauschwaben Herbrechtingen                                                                                          |                                                   |      |  |
| 71083 Herrenberg                  | Böblingen                 | Glockenmuseum Stiftskirche Herrenberg                                                                                            |                                                   |      |  |
| 79737 Herrischried                | Waldshut                  | Freilichtmuseum „Klausenhof“ |                                                   |      |  |
| 89134 Blaustein                   | Alb-Donau                 | Erwin-Rommel-Museum in Herrlingen                                                                                                |                                                   |      |  |
| 74394 Hessigheim                  | Ludwigsburg               | Heimatstube |                                                   |      |  |
| 72513 Hettingen                   | Sigmaringen               | Fastnachtsmuseum Narrenburg |                                                   |      |  |
| 73540 Heubach                     | Ostalbkreis               | Heimat- und Miedermuseum im Rathaus Heubach                                                                                      |                                                   |      |  |
| 78247 Hilzingen                   | Konstanz                  | Museum im Schlosspark |                                                   |      |  |
| 68766 Hockenheim                  | Rhein-Neckar              | Motorsportmuseum Hockenheimring am Motodrom                                                                                      |                                                   |      |  |
| 68766 Hockenheim                  | Rhein-Neckar              | Tabak-Museum Hockenheim |                                                   |      |  |
| 77749 Hohberg                     | Ortenaukreis              | Hohberger Bienenmuseum |                                                   |      |  |
| 71088 Holzgerlingen               | Böblingen                 | Heimatmuseum Holzgerlingen |                                                   |      |  |
| 73271 Holzmaden                   | Esslingen                 | Urwelt-Museum Hauff |                                                   |      |  |
| 74746 Höpfingen                   | Neckar-Odenwald           | Museum Königheimer Höflein | Heimatmuseum                                      |      |  |
| 72160 Horb am Neckar              | Freudenstadt              | Berthold-Auerbach-Museum in Nordstetten                                                                                          |                                                   |      |  |
| 72160 Horb am Neckar              | Freudenstadt              | Dorfmuseum Steinachtal in Altheim                                                                                                |                                                   |      |  |
| 72160 Horb am Neckar              | Freudenstadt              | Ehemalige Synagoge Rexingen |                                                   |      |  |
| 72160 Horb am Neckar              | Freudenstadt              | Freilichtmuseum „Steinerner Geschichtsgarten“ Hohenberg                                                                          |                                                   |      |  |
| 72160 Horb am Neckar              | Freudenstadt              | Galerie im Kloster |                                                   |      |  |
| 72160 Horb am Neckar              | Freudenstadt              | Heimatmuseum im Hohen Giebel Horb                                                                                                |                                                   |      |  |
| 72160 Horb am Neckar              | Freudenstadt              | Wassermuseum in Ihlingen |                                                   |      |  |
| 72160 Horb am Neckar              | Freudenstadt              | Wehrgeschichtliches Museum im Ringmauerturm                                                                                      |                                                   |      |  |
| 78132 Hornberg                    | Ortenaukreis              | Stadtmuseum Hornberg |                                                   |      |  |
| 78183 Hüfingen                    | Schwarzwald-Baar          | Römerbadruine |                                                   |      |  |
| 73460 Hüttlingen                  | Ostalbkreis               | Heimatmuseum Niederalfingen im Vogteigebäude der Marienburg                                                                      |                                                   |      |  |
| 74653 Ingelfingen                 | Hohenlohekreis            | Muschelkalkmuseum Hagdorn |                                                   |      |  |
| 78465 Insel Mainau                | Konstanz                  | Mainau |                                                   |      |  |
| 72514 Inzigkofen                  | Sigmaringen               | Bauernmuseum Inzigkofen |                                                   |      |  |
| 88316 Isny                        | Ravensburg                | Caravan-Museum Isny |                                                   |      |  |
| 88316 Isny                        | Ravensburg                | Kunsthalle im Schloss Isny |                                                   |      |  |
| 88316 Isny                        | Ravensburg                | Museum am Mühlturm Isny |                                                   |      |  |
| 88316 Isny                        | Ravensburg                | Wassertormuseum Isny |                                                   |      |  |
| 74249 Jagsthausen                 | Heilbronn                 | Freilichtmuseum Römerbad Jagsthausen                                                                                             |                                                   |      |  |
| 74249 Jagsthausen                 | Heilbronn                 | Schlossmuseum Jagsthausen |                                                   |      |  |
| 72417 Jungingen                   | Zollernalbkreis           | Heimat- und Peitschenmuseum Jungingen                                                                                            |                                                   |      |  |
| 79400 Kandern                     | Lörrach                   | Kandertalbahn, Zweckverband Kandertalbahn                                                                                        |                                                   |      |  |
| 79400 Kandern                     | Lörrach                   | Heimat- und Keramikmuseum Kandern                                                                                                |                                                   |      |  |
| 76133 Karlsruhe                   | (Stadtkreis)              | Badischer Kunstverein |                                                   |      |  |
| 76131 Karlsruhe                   | (Stadtkreis)              | Badisches Landesmuseum Schloss Karlsruhe                                                                                         |                                                   |      |  |
| 76228 Karlsruhe                   | (Stadtkreis)              | Badisches Schulmuseum Karlsruhe                                                                                                  |                                                   |      |  |
| 76131 Karlsruhe                   | (Stadtkreis)              | Botanischer Garten Karlsruhe |                                                   |      |  |
| 76133 Karlsruhe                   | (Stadtkreis)              | Haus Solms |                                                   |      |  |
| 76133 Karlsruhe                   | (Stadtkreis)              | Museum für Literatur am Oberrhein im Prinz-Max-Palais                                                                            |                                                   |      |  |
| 76131 Karlsruhe                   | (Stadtkreis)              | Schlossgartenbahn Karlsruhe |                                                   |      |  |
| 76133 Karlsruhe                   | (Stadtkreis)              | Staatliche Kunsthalle Karlsruhe                                                                                                  |                                                   |      |  |
| 76133 Karlsruhe                   | (Stadtkreis)              | Staatliche Münze Karlsruhe |                                                   |      |  |
| 76133 Karlsruhe                   | (Stadtkreis)              | Staatliches Museum für Naturkunde Karlsruhe                                                                                      |                                                   |      |  |
| 76133 Karlsruhe                   | (Stadtkreis)              | Stadtarchiv Karlsruhe |                                                   |      |  |
| 76135 Karlsruhe                   | (Stadtkreis)              | Städtische Galerie Karlsruhe im Hallenbau A, Lichthof 10 beim ZKM                                                                |                                                   |      |  |
| 76133 Karlsruhe                   | (Stadtkreis)              | Stadtmuseum Karlsruhe im Prinz-Max-Palais                                                                                        |                                                   |      |  |
| 76137 Karlsruhe                   | (Stadtkreis)              | Verkehrsmuseum Karlsruhe |                                                   |      |  |
| 76135 Karlsruhe                   | (Stadtkreis)              | Zentrum für Kunst und Medien (ZKM), u. a. Medienmuseum und Museum für Neue Kunst                                                 |                                                   |      |  |
| 76137 Karlsruhe                   | (Stadtkreis)              | Zoologischer Stadtgarten Karlsruhe                                                                                               |                                                   |      |  |
| 76131 Karlsruhe                   | (Stadtkreis)              | Botanischer Garten des Karlsruher Instituts für Technologie                                                                      |                                                   |      |  |
| 76229 Karlsruhe                   | (Stadtkreis)              | Freilichtmuseum Alte Dorfmühle Karlsruhe                                                                                         |                                                   |      |  |
| 76131 Karlsruhe                   | (Stadtkreis)              | Galerie Schrade, Dependance der Galerie Schloss Mochental                                                                        |                                                   |      |  |
| 76227 Karlsruhe                   | (Stadtkreis)              | Karpatendeutsches Kulturwerk Slowakei e. V., Schloss Karlsburg                                                                   |                                                   |      |  |
| 76227 Karlsruhe                   | (Stadtkreis)              | Kulturverein Orgelfabrik Durlach                                                                                                 |                                                   |      |  |
| 76133 Karlsruhe                   | (Stadtkreis)              | Kunst im Landgericht Karlsruhe                                                                                                   |                                                   |      |  |
| 76131 Karlsruhe                   | (Stadtkreis)              | Künstlerhausgalerie Karlsruhe |                                                   |      |  |
| 76133 Karlsruhe                   | (Stadtkreis)              | Museum beim Markt Karlsruhe |                                                   |      |  |
| 76131 Karlsruhe                   | (Stadtkreis)              | Museum in der Majolika-Manufaktur Karlsruhe                                                                                      |                                                   |      |  |
| 76189 Karlsruhe                   | (Stadtkreis)              | Naturschutzzentrum Karlsruhe-Rappenwört                                                                                          |                                                   |      |  |
| 76227 Karlsruhe                   | (Stadtkreis)              | Pfinzgaumuseum Durlach Schloss Karlsburg                                                                                         |                                                   |      |  |
| 76133 Karlsruhe                   | (Stadtkreis)              | Rechtshistorisches Museum Karlsruhe                                                                                              |                                                   |      |  |
| 76227 Karlsruhe                   | (Stadtkreis)              | Schulmuseum Karlsruhe in der Friedrich-Realschule Karlsruhe                                                                      |                                                   |      |  |
| 76185 Karlsruhe                   | (Stadtkreis)              | Werkbund-Galerie Baden-Württemberg, Karlsruhe                                                                                    |                                                   |      |  |
| 77694 Kehl                        | Ortenaukreis              | Deutsches Epilepsiemuseum im Handwerksmuseum Kork                                                                                |                                                   |      |  |
| 77694 Kehl                        | Ortenaukreis              | Galerie in der Stadthalle Kehl                                                                                                   |                                                   |      |  |
| 77694 Kehl                        | Ortenaukreis              | Handwerksmuseum Kork |                                                   |      |  |
| 79341 Kenzingen                   | Emmendingen               | Oberrheinische Narrenschau |                                                   |      |  |
| 71394 Kernen                      | Rems-Murr                 | Museum unter der Yburg |                                                   |      |  |
| 71394 Kernen                      | Rems-Murr                 | Kirchturm-Museum in der St.-Veits-Kirche                                                                                         |                                                   |      |  |
| 77971 Kippenheim                  | Ortenaukreis              | Ehemalige Synagoge Kippenheim |                                                   |      |  |
| 74592 Kirchberg an der Jagst      | Schwäbisch Hall           | Sandelsches Museum (Heimatmuseum)                                                                                                |                                                   |      |  |
| 74592 Kirchberg an der Jagst      | Schwäbisch Hall           | Schlossmuseum Kirchberg |                                                   |      |  |
| 72138 Kirchentellinsfurt          | Tübingen                  | Schlossmuseum Kirchentellinsfurt                                                                                                 |                                                   |      |  |
| 74366 Kirchheim am Neckar         | Ludwigsburg               | Museum im Farrenstall |                                                   |      |  |
| 73230 Kirchheim unter Teck        | Esslingen                 | Literaturmuseum im Max-Eyth-Haus                                                                                                 |                                                   |      |  |
| 73230 Kirchheim unter Teck        | Esslingen                 | Schlossmuseum |                                                   |      |  |
| 73230 Kirchheim unter Teck        | Esslingen                 | Städtische Galerie im Kornhaus Kirchheim                                                                                         |                                                   |      |  |
| 73230 Kirchheim unter Teck        | Esslingen                 | Städtisches Museum im Kornhaus Kirchheim                                                                                         |                                                   |      |  |
| 79199 Kirchzarten                 | Breisgau-Hochschwarzwald  | Kienzlerschmiede Kirchzarten |                                                   |      |  |
| 88353 Kißlegg                     | Ravensburg                | Museum expressiver Realismus Kißlegg                                                                                             |                                                   |      |  |
| 75438 Knittlingen                 | Enzkreis                  | Faust-Museum und Faust-Archiv Knittlingen                                                                                        |                                                   |      |  |
| 73257 Köngen                      | Esslingen                 | Römisches Museum mit Archäologischem Park Köngen                                                                                 |                                                   |      |  |
| 73257 Köngen                      | Esslingen                 | Torbogenmuseum Köngen |                                                   |      |  |
| 89551 Königsbronn                 | Heidenheim                | Erinnerungs- und Forschungsstätte Johann Georg Elser                                                                             |                                                   |      |  |
| 78126 Königsfeld im Schwarzwald   | Schwarzwald-Baar-Kreis    | Albert-Schweitzer-Haus | Museum, Gedenkstätte, Veranstaltungsort           |      |  |
| 78467 Konstanz                    | Konstanz                  | Archäologisches Landesmuseum Baden-Württemberg, Außenstelle Konstanz                                                             |                                                   |      |  |
| 78464 Konstanz                    | Konstanz                  | Botanischer Garten der Universität Konstanz                                                                                      |                                                   |      |  |
| 78462 Konstanz                    | Konstanz                  | Hus-Museum Konstanz |                                                   |      |  |
| 78462 Konstanz                    | Konstanz                  | Rosgartenmuseum |                                                   |      |  |
| 78462 Konstanz                    | Konstanz                  | Städtische Wessenberg-Galerie Konstanz                                                                                           |                                                   |      |  |
| 78462 Konstanz                    | Konstanz                  | Bodensee-Naturmuseum im Sea Life Centre Konstanz                                                                                 |                                                   |      |  |
| 78462 Konstanz                    | Konstanz                  | Caritas-Fotogalerie |                                                   |      |  |
| 78465 Konstanz                    | Konstanz                  | Galerie auf der Empore Konstanz                                                                                                  |                                                   |      |  |
| 78464 Konstanz                    | Konstanz                  | Hans Breinlinger Museum in der Galerie Knittel                                                                                   |                                                   |      |  |
| 78467 Konstanz                    | Konstanz                  | Stadtarchiv Konstanz |                                                   |      |  |
| 71404 Korb                        | Rems-Murr                 | Steinzeitmuseum Korb-Kleinheppach im Dorfgemeinschaftshaus von Korb-Kleinheppach                                                 | Steinzeitliche Funde aus der Region               |      |  |
| 70825 Korntal-Münchingen          | Ludwigsburg               | Heimatmuseum Münchingen |                                                   |      |  |
| 70825 Korntal-Münchingen          | Ludwigsburg               | Strohgäubahn der GES – Gesellschaft zur Erhaltung von Schienenfahrzeugen e. V.                                                   |                                                   |      |  |
| 70806 Kornwestheim                | Ludwigsburg               | Museum im Kleihues-Bau, Galerie der Stadt Kornwestheim                                                                           |                                                   |      |  |
| 70806 Kornwestheim                | Ludwigsburg               | Schulmuseum Nordwürttemberg |                                                   |      |  |
| 76703 Kraichtal                   | Karlsruhe                 | Badisches Bäckerei-Museum |                                                   |      |  |
| 76703 Kraichtal                   | Karlsruhe                 | Heimatmuseum im Ebersteiner Schloss                                                                                              |                                                   |      |  |
| 76703 Kraichtal                   | Karlsruhe                 | Ursula Blickle Stiftung |                                                   |      |  |
| 74238 Krautheim                   | Hohenlohekreis            | Burgmuseum |                                                   |      |  |
| 74238 Krautheim                   | Hohenlohekreis            | Johanniter-Museum im Johanniterhaus                                                                                              |                                                   |      |  |
| 88079 Kressbronn am Bodensee      | Bodenseekreis             | Museum im Schlössle(park) |                                                   |      |  |
| 88079 Kressbronn am Bodensee      | Bodenseekreis             | Galerie und Museum Lände |                                                   |      |  |
| 74653 Künzelsau                   | Hohenlohekreis            | Hirschwirtscheuer |                                                   |      |  |
| 74653 Künzelsau                   | Hohenlohekreis            | Museum Würth in Gaisbach |                                                   |      |  |
| 74653 Künzelsau                   | Hohenlohekreis            | Fernengel-Schreibmaschinen-Sammlung                                                                                              |                                                   |      |  |
| 74653 Künzelsau                   | Hohenlohekreis            | Galerie am Kocher |                                                   |      |  |
| 74653 Künzelsau                   | Hohenlohekreis            | Museum für die Zukunft (Mustang-Bekleidungswerke)                                                                                |                                                   |      |  |
| 74653 Künzelsau                   | Hohenlohekreis            | Museum für Schrauben und Gewinde (im Museum Würth)                                                                               |                                                   |      |  |
| 74653 Künzelsau                   | Hohenlohekreis            | Stadtmuseum |                                                   |      |  |
| 76456 Kuppenheim                  | Rastatt                   | Unimog-Museum |                                                   |      |  |
| 75057 Kürnbach                    | Karlsruhe                 | Erstes Deutsches Historic-Actien-Museum (scheint dauerhaft geschlossen)                                                          |                                                   |      |  |
| 79790 Küssaberg                   | Waldshut                  | Heimatmuseum Küssaberg |                                                   |      |  |
| 68526 Ladenburg                   | Rhein-Neckar              | Automuseum Dr. Carl Benz |                                                   |      |  |
| 68526 Ladenburg                   | Rhein-Neckar              | Lobdengau-Museum |                                                   |      |  |
| 68526 Ladenburg                   | Rhein-Neckar              | Museum Mechanische Musikinstrumente Ladenburg                                                                                    |                                                   |      |  |
| 77933 Lahr                        | Ortenaukreis              | Geroldsecker Museum im Storchenturm                                                                                              |                                                   |      |  |
| 77933 Lahr                        | Ortenaukreis              | Museum im Stadtpark Lahr |                                                   |      |  |
| 89150 Laichingen                  | Alb-Donau                 | Museum für Höhlenkunde Tiefenhöhle                                                                                               |                                                   |      |  |
| 89150 Laichingen                  | Alb-Donau                 | Weberei- und Heimatmuseum Laichingen                                                                                             |                                                   |      |  |
| 88085 Langenargen                 | Bodenseekreis             | Meißner Porzellantassenmuseum im Schloss Montfort                                                                                |                                                   |      |  |
| 88085 Langenargen                 | Bodenseekreis             | Museum Langenargen |                                                   |      |  |
| 89129 Langenau                    | Alb-Donau                 | Erlebniswelt Grundwasser |                                                   |      |  |
| 89129 Langenau                    | Alb-Donau                 | Küfer-Museum Hörvelsingen |                                                   |      |  |
| 89129 Langenau                    | Alb-Donau                 | Museum für Vor- und Frühgeschichte                                                                                               |                                                   |      |  |
| 89129 Langenau                    | Alb-Donau                 | Ungarndeutsche Heimatstuben |                                                   |      |  |
| 74595 Langenburg                  | Schwäbisch Hall           | Deutsches Auto-Museum Schloss Langenburg                                                                                         |                                                   |      |  |
| 74595 Langenburg                  | Schwäbisch Hall           | Grabungsmuseum Unterregenbach |                                                   |      |  |
| 74595 Langenburg                  | Schwäbisch Hall           | Schlossmuseum Langenburg |                                                   |      |  |
| 88515 Langenenslingen             | Biberach                  | Schlossmuseum Wilflingen |                                                   |      |  |
| 73466 Lauchheim                   | Ostalbkreis               | Heimatmuseum Lauchheim im Schloss Kapfenburg                                                                                     |                                                   |      |  |
| 97922 Lauda-Königshofen           | Main-Tauber               | Heimatmuseum Lauda |                                                   |      |  |
| 74348 Lauffen am Neckar           | Heilbronn                 | Erdgeschichtliche Sammlung der ZEAG                                                                                              |                                                   |      |  |
| 74348 Lauffen am Neckar           | Heilbronn                 | Museum der Stadt Lauffen im Klosterhof                                                                                           |                                                   |      |  |
| 74348 Lauffen am Neckar           | Heilbronn                 | Römischer Gutshof Lauffen |                                                   |      |  |
| 88471 Laupheim                    | Biberach                  | Museum für Amateurastronomie im Planetarium Laupheim                                                                             |                                                   |      |  |
| 88471 Laupheim                    | Biberach                  | Museum Laupheim im Rathaus |                                                   |      |  |
| 88471 Laupheim                    | Biberach                  | Museum Schloss Großlaupheim |                                                   |      |  |
| 88471 Laupheim                    | Biberach                  | Museum zur Geschichte von Christen und Juden Schloss Großlaupheim                                                                |                                                   |      |  |
| 88471 Laupheim                    | Biberach                  | Volkssternwarte und Planetarium Laupheim                                                                                         |                                                   |      |  |
| 88637 Leibertingen                | Sigmaringen               | Gedenkstätte Abraham a Sancta Clara in Kreenheinstetten                                                                          |                                                   |      |  |
| 69181 Leimen                      | Rhein-Neckar              | Zementmuseum der HeidelbergCement AG                                                                                             |                                                   |      |  |
| 70771 Leinfelden-Echterdingen     | Esslingen                 | Deutsches Spielkartenmuseum |                                                   |      |  |
| 70771 Leinfelden-Echterdingen     | Esslingen                 | Heimatmuseum Echterdingen |                                                   |      |  |
| 74211 Leingarten                  | Heilbronn                 | Heimatmuseum Altes Rathaus Schluchtern                                                                                           |                                                   |      |  |
| 73252 Lenningen                   | Esslingen                 | Naturschutzzentrum Schopflocher Alb                                                                                              |                                                   |      |  |
| 73252 Lenningen                   | Esslingen                 | Museum für Papier- und Buchkunst Lenningen                                                                                       | Papierkunstmuseum, Buchkunstmuseum                |      |  |
| 71229 Leonberg                    | Böblingen                 | Bauernhausmuseum Gebersheim |                                                   |      |  |
| 71229 Leonberg                    | Böblingen                 | Christian-Wagner-Haus Warmbronn                                                                                                  | Literaturmuseum, Gedenkstätte und Literaturarchiv |      |  |
| 71229 Leonberg                    | Böblingen                 | Friedrich Wilhelm Joseph Schelling Raum                                                                                          |                                                   |      |  |
| 71229 Leonberg                    | Böblingen                 | Galerieverein e. V. Leonberg |                                                   |      |  |
| 71229 Leonberg                    | Böblingen                 | Heimatmuseum Höfingen |                                                   |      |  |
| 71229 Leonberg                    | Böblingen                 | Stadtmuseum im alten Rathaus Leonberg                                                                                            |                                                   |      |  |
| 71229 Leonberg                    | Böblingen                 | Stadtmuseum Leonberg, Abteilung Vor- und Frühgeschichte                                                                          |                                                   |      |  |
| 71397 Leutenbach                  | Rems-Murr                 | Heimatmuseum Leutenbach-Weiler zum Stein                                                                                         |                                                   |      |  |
| 88299 Leutkirch                   | Ravensburg                | Galerie im Kornhaus Leutkirch |                                                   |      |  |
| 88299 Leutkirch                   | Ravensburg                | Galerie im Torhaus Leutkirch |                                                   |      |  |
| 88299 Leutkirch                   | Ravensburg                | Museum im Bock Leutkirch |                                                   |      |  |
| 77839 Lichtenau                   | Rastatt                   | Heimatmuseum Lichtenau |                                                   |      |  |
| 72805 Lichtenstein                | Reutlingen                | Schloss Lichtenstein |                                                   |      |  |
| 72805 Lichtenstein                | Reutlingen                | Wilhelm Hauff-Museum, Lichtenstein-Honau                                                                                         | Literatur- und Heimatmuseum                       |      |  |
| 74838 Limbach                     | Neckar-Odenwald           | Dorfmuseum Wagenschwend (Ortsteil Wagenschwend)                                                                                  |                                                   |      |  |
| 74369 Löchgau                     | Ludwigsburg               | Nagelmuseum Löchgau |                                                   |      |  |
| 79843 Löffingen                   | Breisgau-Hochschwarzwald  | Heimatmuseum Löffingen |                                                   |      |  |
| 73547 Lorch                       | Ostalbkreis               | Heimatmuseum Lorch im Kloster |                                                   |      |  |
| 79540 Lörrach                     | Lörrach                   | Dreiländermuseum, Lörrach |                                                   |      |  |
| 72290 Loßburg                     | Freudenstadt              | Heimatmuseum „Altes Rathaus“ Loßburg                                                                                             |                                                   |      |  |
| 72290 Loßburg                     | Freudenstadt              | Kornspeicher Wittendorf |                                                   |      |  |
| 74245 Löwenstein                  | Heilbronn                 | Stadt- und Manfred-Kyber-Museum                                                                                                  |                                                   |      |  |
| 71634 Ludwigsburg                 | Ludwigsburg               | Garnisonmuseum Ludwigsburg |                                                   |      |  |
| 71634 Ludwigsburg                 | Ludwigsburg               | Ludwigsburg Museum |                                                   |      |  |
| 71634 Ludwigsburg                 | Ludwigsburg               | Residenzschloss Ludwigsburg mit Schlossmuseum Ludwigsburg                                                                        |                                                   |      |  |
| 71642 Ludwigsburg                 | Ludwigsburg               | Heimatmuseum Poppenweiler |                                                   |      |  |
| 71634 Ludwigsburg                 | Ludwigsburg               | Jagd- und Lustschloss Favorite im Favoritepark/Wildpark                                                                          |                                                   |      |  |
| 71638 Ludwigsburg                 | Ludwigsburg               | Kuhländer Heimatstube |                                                   |      |  |
| 71634 Ludwigsburg                 | Ludwigsburg               | Kunstverein Ludwigsburg Villa Franck                                                                                             |                                                   |      |  |
| 71638 Ludwigsburg                 | Ludwigsburg               | Landeskirchliches Museum Friedenskirche Ludwigsburg (wurde 2006 geschlossen)                                                     |                                                   |      |  |
| 71634 Ludwigsburg                 | Ludwigsburg               | Modemuseum im Schloss Ludwigsburg                                                                                                |                                                   |      |  |
| 71638 Ludwigsburg                 | Ludwigsburg               | Staatsarchiv Ludwigsburg |                                                   |      |  |
| 71638 Ludwigsburg                 | Ludwigsburg               | Strafvollzugsmuseum Ludwigsburg                                                                                                  |                                                   |      |  |
| 71636 Ludwigsburg                 | Ludwigsburg               | Villa Franck Ludwigsburg |                                                   |      |  |
| 71106 Magstadt                    | Böblingen                 | Heimatmuseum Magstadt |                                                   |      |  |
| 77972 Mahlberg                    | Ortenaukreis              | Oberrheinisches Tabakmuseum |                                                   |      |  |
| 74535 Mainhardt                   | Schwäbisch Hall           | Museum Mainhardt – Uhren, Technik, Sammlerschätze (dauerhaft geschlossen)                                                        |                                                   |      |  |
| 74535 Mainhardt                   | Schwäbisch Hall           | Pahl-Museum in Gailsbach |                                                   |      |  |
| 74535 Mainhardt                   | Schwäbisch Hall           | Römermuseum Mainhardt |                                                   |      |  |
| 68165 Mannheim                    | (Stadtkreis)              | Städtische Kunsthalle Mannheim                                                                                                   |                                                   |      |  |
| 68165 Mannheim                    | (Stadtkreis)              | Luisenpark Mannheim, Pflanzenschauhaus                                                                                           |                                                   |      |  |
| 68307 Mannheim                    | (Stadtkreis)              | KZ-Gedenkstätte Sandhofen in der Gustav-Wiederkehr-Schule                                                                        |                                                   |      |  |
| 68165 Mannheim                    | (Stadtkreis)              | Mannheimer Kunstverein |                                                   |      |  |
| 68165 Mannheim                    | (Stadtkreis)              | Reiss-Engelhorn-Museen |                                                   |      |  |
| 68165 Mannheim                    | (Stadtkreis)              | Technoseum |                                                   |      |  |
| 68167 Mannheim                    | (Stadtkreis)              | Fotogalerie in der Alten Feuerwache                                                                                              |                                                   |      |  |
| 68239 Mannheim                    | (Stadtkreis)              | Heimatmuseum Seckenheim |                                                   |      |  |
| 71672 Marbach am Neckar           | Ludwigsburg               | Literaturmuseum der Moderne |                                                   |      |  |
| 71672 Marbach am Neckar           | Ludwigsburg               | Schillers Geburtshaus |                                                   |      |  |
| 71672 Marbach am Neckar           | Ludwigsburg               | Galerie in der Wendelinskapelle                                                                                                  |                                                   |      |  |
| 71672 Marbach am Neckar           | Ludwigsburg               | Heimatmuseum Rielingshausen |                                                   |      |  |
| 71672 Marbach am Neckar           | Ludwigsburg               | Gebäudekomplex Schiller-Nationalmuseum, Deutsches Literaturarchiv Marbach, Literaturmuseum der Moderne                           |                                                   |      |  |
| 76359 Marxzell                    | Karlsruhe                 | Fahrzeugmuseum Marxzell |                                                   |      |  |
| 75433 Maulbronn                   | Enzkreis                  | Kloster Maulbronn |                                                   |      |  |
| 88709 Meersburg                   | Bodenseekreis             | Burg Meersburg (Altes Schloss)                                                                                                   |                                                   |      |  |
| 88709 Meersburg                   | Bodenseekreis             | Fürstenhäusle, Droste-Museum Meersburg                                                                                           |                                                   |      |  |
| 88709 Meersburg                   | Bodenseekreis             | Neues Schloss (Meersburg) |                                                   |      |  |
| 88709 Meersburg                   | Bodenseekreis             | Zeppelin-Museum Meersburg |                                                   |      |  |
| 88709 Meersburg                   | Bodenseekreis             | Bibel-Galerie Meersburg |                                                   |      |  |
| 88709 Meersburg                   | Bodenseekreis             | Galerie Bodenseekreis im Roten Haus                                                                                              |                                                   |      |  |
| 88709 Meersburg                   | Bodenseekreis             | Stadtmuseum Meersburg |                                                   |      |  |
| 88709 Meersburg                   | Bodenseekreis             | Weinbaumuseum Vineum Bodensee |                                                   |      |  |
| 88512 Mengen                      | Sigmaringen               | Römermuseum Mengen-Ennetach |                                                   |      |  |
| 88512 Mengen                      | Sigmaringen               | Städtisches Heimatmuseum Mengen                                                                                                  |                                                   |      |  |
| 88605 Meßkirch                    | Sigmaringen               | Städtisches Heimatmuseum Meßkirch                                                                                                |                                                   |      |  |
| 72469 Meßstetten                  | Zollernalbkreis           | Heimatmuseum Hossingen |                                                   |      |  |
| 72469 Meßstetten                  | Zollernalbkreis           | Museum für Volkskunst Meßstetten                                                                                                 |                                                   |      |  |
| 72555 Metzingen                   | Reutlingen                | Weinbaumuseum Metzingen |                                                   |      |  |
| 74219 Möckmühl                    | Heilbronn                 | Heimatmuseum Möckmühl |                                                   |      |  |
| 71696 Möglingen                   | Ludwigsburg               | Galerie in der Zehntscheuer Möglingen                                                                                            |                                                   |      |  |
| 74821 Mosbach                     | Neckar-Odenwald           | Die Druckwerkstatt Mosbach e. V.                                                                                                 |                                                   |      |  |
| 74821 Mosbach                     | Neckar-Odenwald           | Haus Kickelhain des Stadtmuseums Mosbach                                                                                         |                                                   |      |  |
| 74821 Mosbach                     | Neckar-Odenwald           | Heimatmuseum Mosbach-Neckarelz                                                                                                   |                                                   |      |  |
| 74821 Mosbach                     | Neckar-Odenwald           | KZ-Gedenkstätte Neckarelz |                                                   |      |  |
| 74821 Mosbach                     | Neckar-Odenwald           | Lohrbacher Heimatstuben |                                                   |      |  |
| 74821 Mosbach                     | Neckar-Odenwald           | Stadtmuseum Mosbach im Alten Hospital                                                                                            |                                                   |      |  |
| 72116 Mössingen                   | Tübingen                  | Heimatmuseum Mössingen |                                                   |      |  |
| 72116 Mössingen                   | Tübingen                  | Holzschnitt-Museum Klaus Herzer Altes Rathaus Mössingen                                                                          |                                                   |      |  |
| 72116 Mössingen                   | Tübingen                  | Museum Rechenmacherhaus |                                                   |      |  |
| 75417 Mühlacker                   | Enzkreis                  | Heimatmuseum Mühlacker |                                                   |      |  |
| 78570 Mühlheim                    | Tuttlingen                | Museum im Vorderen Schloss Mühlheim                                                                                              |                                                   |      |  |
| 78357 Mühlingen                   | Konstanz                  | Radiomuseum |                                                   |      |  |
| 79379 Müllheim im Markgräflerland | Breisgau-Hochschwarzwald  | Markgräfler Museum Müllheim |                                                   |      |  |
| 74395 Mundelsheim                 | Ludwigsburg               | Museum in der Stiftsscheuer |                                                   |      |  |
| 72525 Münsingen                   | Reutlingen                | Altes Lager Münsingen, Museum zum Truppenübungsplatz Münsingen                                                                   |                                                   |      |  |
| 72525 Münsingen                   | Reutlingen                | Heimatmuseum Münsingen |                                                   |      |  |
| 72525 Münsingen                   | Reutlingen                | Juden in Buttenhausen, Ständige Ausstellung in der Bernheimerschen Realschule                                                    |                                                   |      |  |
| 79244 Münstertal                  | Breisgau-Hochschwarzwald  | Bienenkunde-Museum Münstertal |                                                   |      |  |
| 79244 Münstertal                  | Breisgau-Hochschwarzwald  | Schaubergwerk Teufelsgrund |                                                   |      |  |
| 71540 Murrhardt                   | Rems-Murr                 | Carl-Schweizer-Museum |                                                   |      |  |
| 71540 Murrhardt                   | Rems-Murr                 | Städtische Kunstsammlung Murrhardt                                                                                               |                                                   |      |  |
| 72202 Nagold                      | Calw                      | Heimatmuseum der Stadt Nagold Steinhaus                                                                                          |                                                   |      |  |
| 69151 Neckargemünd                | Heidelberg                | Museum im Alten Rathaus Neckargemünd                                                                                             |                                                   |      |  |
| 74172 Neckarsulm                  | Heilbronn                 | Deutsches Zweirad- und NSU-Museum                                                                                                |                                                   |      |  |
| 89191 Nellingen                   | Alb-Donau                 | Heimatmuseum Nellingen |                                                   |      |  |
| 89191 Nellingen                   | Alb-Donau                 | Bauernmuseum Gösele |                                                   |      |  |
| 73450 Neresheim                   | Ostalbkreis               | Härtsfeldbahn-Museum Härtsfeld-Museumsbahn e. V. (HMB)                                                                           |                                                   |      |  |
| 73450 Neresheim                   | Ostalbkreis               | Härtsfeld-Museum |                                                   |      |  |
| 73450 Neresheim                   | Ostalbkreis               | Klostermuseum Abtei Neresheim |                                                   |      |  |
| 75387 Neubulach                   | Calw                      | Bergbau- und Mineralienmuseum in der ehemaligen Vogtei Neubulach                                                                 |                                                   |      |  |
| 75387 Neubulach                   | Calw                      | Historisches Silberbergwerk Hella-Glück-Stollen                                                                                  |                                                   |      |  |
| 74861 Neudenau                    | Heilbronn                 | Josefine-Weihrauch-Heimatmuseum                                                                                                  |                                                   |      |  |
| 79395 Neuenburg am Rhein          | Freiburg                  | Museum für Stadtgeschichte Neuenburg                                                                                             |                                                   |      |  |
| 75305 Neuenbürg                   | Enzkreis                  | Frischglück Besucherbergwerk |                                                   |      |  |
| 75305 Neuenbürg                   | Enzkreis                  | Nordschwarzwaldmuseum Schloss Neuenbürg                                                                                          |                                                   |      |  |
| 74196 Neuenstadt am Kocher        | Heilbronn                 | Mörike-Museum |                                                   |      |  |
| 74196 Neuenstadt am Kocher        | Heilbronn                 | Museum im Schafstall Neuenstadt                                                                                                  |                                                   |      |  |
| 74196 Neuenstadt am Kocher        | Heilbronn                 | Museum im Stadtturm mit Herzogsgruft Neuenstadt                                                                                  |                                                   |      |  |
| 74632 Neuenstein                  | Hohenlohekreis            | Hohenlohe-Museum im Schloss Neuenstein                                                                                           |                                                   |      |  |
| 72639 Neuffen                     | Esslingen                 | Deutsches Ordenmuseum |                                                   |      |  |
| 72639 Neuffen                     | Esslingen                 | Stadtmuseum Neuffen |                                                   |      |  |
| 78579 Neuhausen ob Eck            | Tuttlingen                | Freilichtmuseum Neuhausen ob Eck                                                                                                 |                                                   |      |  |
| 75245 Neulingen                   | Enzkreis                  | Äthiopienhaus Schloss Bauschlott                                                                                                 |                                                   |      |  |
| 75245 Neulingen                   | Enzkreis                  | Galerie Schloss Bauschlott |                                                   |      |  |
| 72149 Neustetten                  | Tübingen                  | Freilandmuseum Neustetten |                                                   |      |  |
| 78078 Niedereschach               | Schwarzwald-Baar          | Grube Otto am Kohlerberg |                                                   |      |  |
| 97996 Niederstetten               | Main-Tauber               | Mörike-Gedenkstube in Wermutshausen                                                                                              |                                                   |      |  |
| 97996 Niederstetten               | Main-Tauber               | Albert Sammt-Zeppelin Museum in der Städtischen Mediothek                                                                        |                                                   |      |  |
| 97996 Niederstetten               | Main-Tauber               | Alte Dorfschmiede Rinderfeld |                                                   |      |  |
| 97996 Niederstetten               | Main-Tauber               | Heimatmuseum Niederstetten |                                                   |      |  |
| 97996 Niederstetten               | Main-Tauber               | Kelter- und Weinbaumuseum in Wermutshausen                                                                                       |                                                   |      |  |
| 97996 Niederstetten               | Main-Tauber               | Kleinstmuseum „Dorfarrest“ |                                                   |      |  |
| 97996 Niederstetten               | Main-Tauber               | Naturkunde- und Jagdmuseum im Schloss Haltenbergstetten                                                                          |                                                   |      |  |
| 72622 Nürtingen                   | Esslingen                 | Fritz-Ruoff-Saal der Kreissparkasse Nürtingen                                                                                    |                                                   |      |  |
| 72622 Nürtingen                   | Esslingen                 | Galerie in der Fabrik Nürtingen                                                                                                  |                                                   |      |  |
| 72622 Nürtingen                   | Esslingen                 | Sammlung Domnick |                                                   |      |  |
| 72622 Nürtingen                   | Esslingen                 | Stadtmuseum Nürtingen |                                                   |      |  |
| 72622 Nürtingen                   | Esslingen                 | Tälesbahn der GES – Gesellschaft zur Erhaltung von Schienenfahrzeugen e. V.                                                      |                                                   |      |  |
| 77704 Oberkirch                   | Ortenaukreis              | Heimat- und Grimmelshausenmuseum                                                                                                 |                                                   |      |  |
| 73447 Oberkochen                  | Ostalbkreis               | Optisches Museum der Firma Carl Zeiss                                                                                            |                                                   |      |  |
| 89611 Obermarchtal                | Alb-Donau                 | Museum Marchtal |                                                   |      |  |
| 78727 Oberndorf                   | Rottweil                  | Heimat- und Waffenmuseum Oberndorf                                                                                               |                                                   |      |  |
| 79254 Oberried                    | Breisgau-Hochschwarzwald  | Bauernhausmuseum Schniderlihof                                                                                                   |                                                   |      |  |
| 79254 Oberried                    | (Stadtkreis)              | Museums-Bergwerk Schauinsland (am „Erzkasten“ oberhalb Hofsgrund)                                                                |                                                   |      |  |
| 71739 Oberriexingen               | Ludwigsburg               | Römischer Weinkeller Oberriexingen                                                                                               |                                                   |      |  |
| 89613 Oberstadion                 | Alb-Donau                 | Christoph-von-Schmid-Gedenkstätte                                                                                                |                                                   |      |  |
| 89613 Oberstadion                 | Alb-Donau                 | Krippenmuseum |                                                   |      |  |
| 74182 Obersulm                    | Heilbronn                 | Museum in der ehemaligen Synagoge Affaltrach                                                                                     |                                                   |      |  |
| 74182 Obersulm                    | Heilbronn                 | Schulmuseum Weiler am Breitenauer See                                                                                            |                                                   |      |  |
| 77709 Oberwolfach                 | Ortenaukreis              | Mineralien- und Mathematikmuseum (MiMa) Oberwolfach                                                                              |                                                   |      |  |
| 88416 Ochsenhausen                | Biberach                  | Museumseisenbahn Öchsle Öchsle Schmalspurbahn e. V.                                                                              |                                                   |      |  |
| 88416 Ochsenhausen                | Biberach                  | Klostermuseum Ochsenhausen |                                                   |      |  |
| 73266 Ochsenwang                  | Esslingen                 | Mörikehaus Ochsenwang |                                                   |      |  |
| 77652 Offenburg                   | Ortenaukreis              | Alte Wäscherei Offenburg (eventuell dauerhaft geschlossen)                                                                       |                                                   |      |  |
| 77656 Offenburg                   | Ortenaukreis              | Heimatmuseum Waltersweiler in der früheren Schule                                                                                |                                                   |      |  |
| 77652 Offenburg                   | Ortenaukreis              | Museum im Ritterhaus |                                                   |      |  |
| 77654 Offenburg                   | Ortenaukreis              | Städtische Galerie im Kulturforum Offenburg                                                                                      |                                                   |      |  |
| 68723 Oftersheim                  | Rhein-Neckar              | Gemeinde- und Forstmuseum Oftersheim                                                                                             |                                                   |      |  |
| 78337 Öhningen                    | Konstanz                  | Heimatmuseum Höri-Fischerhaus |                                                   |      |  |
| 74613 Öhringen                    | Hohenlohekreis            | Weygang-Museum |                                                   |      |  |
| 74613 Öhringen                    | Hohenlohekreis            | Meeres-Museum Öhringen |                                                   |      |  |
| 74613 Öhringen                    | Hohenlohekreis            | Motor-Museum Öhringen |                                                   |      |  |
| 74613 Öhringen                    | Hohenlohekreis            | Museum „Werkstatt Pflaumer“ |                                                   |      |  |
| 74613 Öhringen                    | Hohenlohekreis            | Turmmuseum Öhringen |                                                   |      |  |
| 75248 Ölbronn                     | Enzkreis                  | Gottlob-Frick-Gedächtnisstätte                                                                                                   |                                                   |      |  |
| 77728 Oppenau                     | Ortenaukreis              | Renchtäler Heimatmuseum |                                                   |      |  |
| 78359 Orsingen-Nenzingen          | Konstanz                  | Fasnachtsmuseum im Schloss Langenstein                                                                                           |                                                   |      |  |
| 77799 Ortenberg                   | Ortenaukreis              | Weinbaumuseum der Winzergenossenschaft Ortenberg                                                                                 |                                                   |      |  |
| 74706 Osterburken                 | Neckar-Odenwald           | Heimatstube Hausdorf |                                                   |      |  |
| 74706 Osterburken                 | Neckar-Odenwald           | Römermuseum | Archäologisches Museum                            |      |  |
| 74706 Osterburken                 | Neckar-Odenwald           | Histotainment Park Adventon (Landgut Marienhöhe)                                                                                 | Museumspark / Mittelalter                         |      |  |
| 73760 Ostfildern                  | Esslingen                 | Städtische Galerie im Rathaus Ruit                                                                                               |                                                   |      |  |
| 88356 Ostrach                     | Sigmaringen               | Grenzsteinmuseum |                                                   |      |  |
| 88356 Ostrach                     | Sigmaringen               | Heimatmuseum in der ehemaligen Molkerei                                                                                          |                                                   |      |  |
| 76684 Östringen                   | Karlsruhe                 | Gustav Wolf Kunstgalerie |                                                   |      |  |
| 76684 Östringen                   | Karlsruhe                 | Historisches Heimatmuseum Östringen                                                                                              |                                                   |      |  |
| 77883 Ottenhöfen im Schwarzwald   | Ortenaukreis              | Achertalbahn SWEG – Südwestdeutsche Verkehrs AG                                                                                  |                                                   |      |  |
| 77883 Ottenhöfen im Schwarzwald   | Ortenaukreis              | Ottenhöfener Mühlenrundweg |                                                   |      |  |
| 79292 Pfaffenweiler               | Breisgau-Hochschwarzwald  | Dorfmuseum Pfaffenweiler |                                                   |      |  |
| 72285 Pfalzgrafenweiler           | Freudenstadt              | Heimatmuseum Edelweiler |                                                   |      |  |
| 75172 Pforzheim                   | (Stadtkreis)              | Schmuckmuseum Pforzheim im Reuchlinhaus                                                                                          |                                                   |      |  |
| 75175 Pforzheim                   | (Stadtkreis)              | DDR-Museum Pforzheim getragen von Gegen das Vergessen e. V.                                                                      |                                                   |      |  |
| 75172 Pforzheim                   | (Stadtkreis)              | Stadtmuseum Pforzheim |                                                   |      |  |
| 75173 Pforzheim                   | (Stadtkreis)              | Technisches Museum der Pforzheimer Schmuck- und Uhrenindustrie                                                                   |                                                   |      |  |
| 75175 Pforzheim                   | (Stadtkreis)              | Altes Rathaus Pforzheim |                                                   |      |  |
| 75175 Pforzheim                   | (Stadtkreis)              | Archäologischer Schauplatz Kappelhof Pforzheim                                                                                   |                                                   |      |  |
| 75181 Pforzheim                   | (Stadtkreis)              | Bäuerliches Museum Eutingen |                                                   |      |  |
| 75173 Pforzheim                   | (Stadtkreis)              | Edelsteinausstellung Schütt |                                                   |      |  |
| 75172 Pforzheim                   | (Stadtkreis)              | Galerie Brötzinger Art e. V. |                                                   |      |  |
| 75172 Pforzheim                   | (Stadtkreis)              | Mineralienmuseum Schmuckwelten Pforzheim                                                                                         |                                                   |      |  |
| 75172 Pforzheim                   | (Stadtkreis)              | Museum Haus der Landsmannschaften Pforzheim                                                                                      |                                                   |      |  |
| 75173 Pforzheim                   | (Stadtkreis)              | Pforzheim Galerie |                                                   |      |  |
| 75180 Pforzheim                   | (Stadtkreis)              | Bahnhof Pforzheim-Weißenstein |                                                   |      |  |
| 88630 Pfullendorf                 | Sigmaringen               | Heimat- u. Handwerksmuseum im Bindhaus                                                                                           |                                                   |      |  |
| 88630 Pfullendorf                 | Sigmaringen               | Museum der Stadtgeschichte im ALTEN HAUS                                                                                         |                                                   |      |  |
| 72793 Pfullingen                  | Reutlingen                | Mühlenmuseum Pfullingen |                                                   |      |  |
| 72793 Pfullingen                  | Reutlingen                | Stadtgeschichtliches Museum Pfullingen                                                                                           |                                                   |      |  |
| 72793 Pfullingen                  | Reutlingen                | Württembergische Trachten Pfullingen                                                                                             |                                                   |      |  |
| 76661 Philippsburg                | Karlsruhe                 | Festungs- und waffengeschichtliches Museum Philippsburg                                                                          |                                                   |      |  |
| 76661 Philippsburg                | Karlsruhe                 | Heimatmuseum Philippsburg |                                                   |      |  |
| 68723 Plankstadt                  | Rhein-Neckar              | Heimatmuseum Plankstadt |                                                   |      |  |
| 74385 Pleidelsheim                | Ludwigsburg               | Evangelisches Kirchenmuseum |                                                   |      |  |
| 74385 Pleidelsheim                | Ludwigsburg               | Krauser-Gedächtnis-Zweiradmuseum                                                                                                 |                                                   |      |  |
| 74385 Pleidelsheim                | Ludwigsburg               | Tabak-, Spargel- und Heimatmuseum                                                                                                |                                                   |      |  |
| 72124 Pliezhausen                 | Reutlingen                | Dorfmuseum Ahnenhaus |                                                   |      |  |
| 78315 Radolfzell                  | Konstanz                  | CompuRama, Galerie für historische Rechen- und Schreibmaschinen, Telefone, Radios und Computer                                   |                                                   |      |  |
| 78315 Radolfzell                  | Konstanz                  | Fastnachtsmuseum im Zunfthaus des Narrizella Ratoldi 1841 e. V.                                                                  |                                                   |      |  |
| 78315 Radolfzell                  | Konstanz                  | Kunstverein Villa Bosch |                                                   |      |  |
| 78315 Radolfzell                  | Konstanz                  | Stadtmuseum Radolfzell am Bodensee                                                                                               |                                                   |      |  |
| 73492 Rainau                      | Ostalbkreis               | Freilichtmuseum Rainau |                                                   |      |  |
| 72414 Rangendingen                | Zollernalbkreis           | Heimatmuseum s'Mahles Haus |                                                   |      |  |
| 76437 Rastatt                     | Rastatt                   | Erinnerungsstätte für die Freiheitsbewegungen in der deutschen Geschichte                                                        |                                                   |      |  |
| 76437 Rastatt                     | Rastatt                   | Schloss Favorite |                                                   |      |  |
| 76437 Rastatt                     | Rastatt                   | Schloss Rastatt mit dem Wehrgeschichtlichen Museum Rastatt                                                                       |                                                   |      |  |
| 76437 Rastatt                     | Rastatt                   | Riedmuseum Ottersdorf |                                                   |      |  |
| 76437 Rastatt                     | Rastatt                   | Städtische Galerie Fruchthalle Rastatt                                                                                           |                                                   |      |  |
| 76437 Rastatt                     | Rastatt                   | Stadtmuseum im Vogelschen Haus Rastatt                                                                                           |                                                   |      |  |
| 69231 Rauenberg                   | Rhein-Neckar              | Winzermuseum Rauenberg |                                                   |      |  |
| 88212 Ravensburg                  | Ravensburg                | Kunstmuseum Ravensburg |                                                   |      |  |
| 88212 Ravensburg                  | Ravensburg                | Humpis-Quartier mit Ostdeutscher Heimatsammlung Ravensburg                                                                       |                                                   |      |  |
| 88212 Ravensburg                  | Ravensburg                | Wirtschaftsmuseum Kreis Ravensburg                                                                                               |                                                   |      |  |
| 88212 Ravensburg                  | Ravensburg                | Feuerwehrmuseum Ravensburg |                                                   |      |  |
| 88212 Ravensburg                  | Ravensburg                | Galerie am Obertor Privat-Galerie Doris Hölder                                                                                   |                                                   |      |  |
| 88214 Ravensburg                  | Ravensburg                | Heimatmuseum Eschach (seit März 2021 dauerhaft geschlossen)                                                                      |                                                   |      |  |
| 88212 Ravensburg                  | Ravensburg                | Kornhaus Ravensburg |                                                   |      |  |
| 88212 Ravensburg                  | Ravensburg                | Verlagsmuseum der Unternehmensgruppe Ravensburger                                                                                |                                                   |      |  |
| 74747 Ravenstein                  | Neckar-Odenwald           | Sprechende Steine Museum (Ortsteil Oberwittstadt)                                                                                |                                                   |      |  |
| 73098 Rechberghausen              | Göppingen                 | Fahrrad-Museum Stahl-Rad |                                                   |      |  |
| 78479 Reichenau                   | Konstanz                  | Naturschutzzentrum Wollmatinger Ried                                                                                             |                                                   |      |  |
| 78479 Reichenau                   | Konstanz                  | Heimatmuseum Reichenau |                                                   |      |  |
| 78479 Reichenau                   | Konstanz                  | Museum Reichenau |                                                   |      |  |
| 78479 Reichenau                   | Konstanz                  | Schatzkammer des Münsters Reichenau                                                                                              |                                                   |      |  |
| 68799 Reilingen                   | Rhein-Neckar              | Heimatmuseum Reilingen |                                                   |      |  |
| 71686 Remseck                     | Ludwigsburg               | Dorfschmiede Neckargröningen |                                                   |      |  |
| 71686 Remseck                     | Ludwigsburg               | Heimatstube Neckarrems (eventuell dauerhaft geschlossen)                                                                         |                                                   |      |  |
| 71686 Remseck                     | Ludwigsburg               | Ölmühle Neckargröningen |                                                   |      |  |
| 71686 Remseck                     | Ludwigsburg               | Radiomuseum Remseck |                                                   |      |  |
| 71686 Remseck                     | Ludwigsburg               | Remser Heimatstuben |                                                   |      |  |
| 71686 Remseck                     | Ludwigsburg               | Schloss Remseck |                                                   |      |  |
| 73630 Remshalden                  | Rems-Murr                 | 290 Jahre Meißener Porzellangeschichte Remshalden                                                                                |                                                   |      |  |
| 73630 Remshalden                  | Rems-Murr                 | Museum im Hirsch Remshalden |                                                   |      |  |
| 73630 Remshalden                  | Rems-Murr                 | Museum Remshalden |                                                   |      |  |
| 77871 Renchen                     | Ortenaukreis              | Puppensammlung Brundhilde Lorenz                                                                                                 |                                                   |      |  |
| 77871 Renchen                     | Ortenaukreis              | Simplicissimus-Haus |                                                   |      |  |
| 71272 Renningen                   | Böblingen                 | Heimatmuseum Malmsheim |                                                   |      |  |
| 71272 Renningen                   | Böblingen                 | Stadtmuseum Renningen |                                                   |      |  |
| 79276 Reute                       | Emmendingen               | Heimatmuseum Reute |                                                   |      |  |
| 72764 Reutlingen                  | Reutlingen                | Reutlinger Heimatmuseum |                                                   |      |  |
| 72762 Reutlingen                  | Reutlingen                | Feuerwehrmuseum Reutlingen |                                                   |      |  |
| 72764 Reutlingen                  | Reutlingen                | Galerie Guth-Maas & Maas |                                                   |      |  |
| 72770 Reutlingen                  | Reutlingen                | Heimatstube Ohmenhausen |                                                   |      |  |
| 72766 Reutlingen                  | Reutlingen                | Heimatstuben Reicheneck |                                                   |      |  |
| 72764 Reutlingen                  | Reutlingen                | Industriemagazin Reutlingen |                                                   |      |  |
| 72764 Reutlingen                  | Reutlingen                | Kunstverein Reutlingen Hans-Thoma-Gesellschaft                                                                                   |                                                   |      |  |
| 72764 Reutlingen                  | Reutlingen                | Museum Im Dorf Betzingen |                                                   |      |  |
| 72764 Reutlingen                  | Reutlingen                | Naturkundemuseum Reutlingen |                                                   |      |  |
| 72764 Reutlingen                  | Reutlingen                | Rathaus Reutlingen |                                                   |      |  |
| 72770 Reutlingen                  | Reutlingen                | Samenhandelsmuseum im Bezirksamt Gönningen                                                                                       |                                                   |      |  |
| 72762 Reutlingen                  | Reutlingen                | Städtische Galerie Reutlingen |                                                   |      |  |
| 72764 Reutlingen                  | Reutlingen                | Städtisches Kunstmuseum Spendhaus Reutlingen – Museum für den Neuen Holzschnitt                                                  |                                                   |      |  |
| 72764 Reutlingen                  | Reutlingen                | Stiftung für konkrete Kunst Reutlingen                                                                                           |                                                   |      |  |
| 72766 Reutlingen                  | Reutlingen                | Heimatstube Franzfeld (derzeit in Umzug)                                                                                         |                                                   |      |  |
| 77866 Rheinau                     | Ortenaukreis              | Heimatmuseum Rheinau |                                                   |      |  |
| 79618 Rheinfelden                 | Lörrach                   | Haus Salmegg |                                                   |      |  |
| 79618 Rheinfelden                 | Lörrach                   | Tschamberhöhle und mit angeschlossenem Geo-Museum Dinkelberg                                                                     |                                                   |      |  |
| 79618 Rheinfelden                 | Lörrach                   | Narrenmuseum Rheinfelden |                                                   |      |  |
| 79736 Rickenbach                  | Waldshut                  | Energiemuseum Rickenbach |                                                   |      |  |
| 88499 Riedlingen                  | Biberach                  | Fine Art Museum & Gallery Riedlingen                                                                                             |                                                   |      |  |
| 88499 Riedlingen                  | Biberach                  | Heimatmuseum Riedlingen |                                                   |      |  |
| 79359 Riegel am Kaiserstuhl       | Emmendingen               | Archäologisches Museum Riegel |                                                   |      |  |
| 73469 Riesbürg                    | Ostalbkreis               | Goldbergmuseum Riesbürg |                                                   |      |  |
| 74255 Roigheim                    | Heilbronn                 | Elektro-Museum Roigheim |                                                   |      |  |
| 72587 Römerstein                  | Reutlingen                | Heimatmuseum Pfarrscheuer Römerstein                                                                                             |                                                   |      |  |
| 72348 Rosenfeld                   | Zollernalbkreis           | Heinr.-Blickle-Museum Slg. hist. Ofenplatten                                                                                     |                                                   |      |  |
| 74585 Rot am See                  | Schwäbisch Hall           | Reubacher Heimatmuseum |                                                   |      |  |
| 89616 Rottenacker                 | Alb-Donau                 | Aktiv Museum „Wirtles Haus“ |                                                   |      |  |
| 72108 Rottenburg am Neckar        | Tübingen                  | Kulturzentrum Zehntscheuer |                                                   |      |  |
| 72108 Rottenburg am Neckar        | Tübingen                  | Sumelocenna – Römisches Stadtmuseum                                                                                              |                                                   |      |  |
| 72108 Rottenburg am Neckar        | Tübingen                  | Diözesanmuseum Rottenburg |                                                   |      |  |
| 72108 Rottenburg am Neckar        | Tübingen                  | Gedenkstätte Synagoge Baisingen                                                                                                  |                                                   |      |  |
| 72108 Rottenburg am Neckar        | Tübingen                  | Historischer Tante-Emma-Laden in Obernau                                                                                         |                                                   |      |  |
| 72108 Rottenburg am Neckar        | Tübingen                  | Stiftsmuseum St. Moriz |                                                   |      |  |
| 72108 Rottenburg am Neckar        | Tübingen                  | Sülchgau-Museum |                                                   |      |  |
| 78628 Rottweil                    | Rottweil                  | Dominikanermuseum Rottweil |                                                   |      |  |
| 78628 Rottweil                    | Rottweil                  | Salinenmuseum Unteres Bohrhaus Rottweil                                                                                          |                                                   |      |  |
| 78628 Rottweil                    | Rottweil                  | Forum Kunst Rottweil |                                                   |      |  |
| 78628 Rottweil                    | Rottweil                  | Kunstsammlung Lorenzkapelle Rottweil                                                                                             |                                                   |      |  |
| 78628 Rottweil                    | Rottweil                  | Puppen- und Spielzeugmuseum Rottweil                                                                                             |                                                   |      |  |
| 78628 Rottweil                    | Rottweil                  | Stadtmuseum Rottweil |                                                   |      |  |
| 78628 Rottweil                    | Tübingen                  | Eisenbahnfreunde Zollernbahn |                                                   |      |  |
| 73635 Rudersberg                  | Rems-Murr                 | Heimatmuseum Rudersberg |                                                   |      |  |
| 73635 Rudersberg                  | Rems-Murr                 | Ölmühle Michelau |                                                   |      |  |
| 74343 Sachsenheim                 | Ludwigsburg               | Feuerwehrmuseum Kleinsachsenheim                                                                                                 |                                                   |      |  |
| 74343 Sachsenheim                 | Ludwigsburg               | Stadtmuseum Sachsenheim |                                                   |      |  |
| 88682 Salem                       | Bodenseekreis             | Affenberg Salem |                                                   |      |  |
| 88682 Salem                       | Bodenseekreis             | Feuerwehrmuseum Markgr. Badische Museen Salem                                                                                    |                                                   |      |  |
| 88682 Salem                       | Bodenseekreis             | Markgräfl. Badische Museen Salem Schloss Salem                                                                                   |                                                   |      |  |
| 88682 Salem                       | Bodenseekreis             | Marstall-Museum Salem |                                                   |      |  |
| 69207 Sandhausen                  | Rhein-Neckar              | Heimatmuseum Sandhausen |                                                   |      |  |
| 77880 Sasbach                     | Ortenaukreis              | Kühnerhof |                                                   |      |  |
| 77880 Sasbach                     | Ortenaukreis              | Toni-Merz-Museum |                                                   |      |  |
| 77880 Sasbach                     | Ortenaukreis              | Turenne-Museum – Zweigmuseum des Hauses der Geschichte Baden-Württemberg                                                         |                                                   |      |  |
| 77880 Sasbachwalden               | Ortenaukreis              | Ausstellung Hermann Kupferschmid                                                                                                 | Kunst (Bilder in verschiedenen Techniken)         |      |  |
| 74589 Satteldorf                  | Schwäbisch Hall           | Hammerschmiede Satteldorf |                                                   |      |  |
| 73340 Schalkstetten               | Alb-Donau                 | Landtechnik-Museum |                                                   |      |  |
| 79227 Schallstadt                 | Breisgau-Hochschwarzwald  | Freiburger Photohistorische Sammlung                                                                                             |                                                   |      |  |
| 74850 Schefflenz                  | Neckar-Odenwald           | Heimatmuseum Unterschefflenz |                                                   |      |  |
| 74850 Schefflenz                  | Neckar-Odenwald           | Literatur-Museum Augusta Bender (Ortsteil Oberschefflenz)                                                                        | Literatur                                         |      |  |
| 89601 Schelklingen                | Alb-Donau                 | Hafner- und Stadtmuseum Schelklingen                                                                                             |                                                   |      |  |
| 77773 Schenkenzell                | Rottweil                  | Klostermuseum Wittichen |                                                   |      |  |
| 77761 Schiltach                   | Rottweil                  | Museum am Markt |                                                   |      |  |
| 77761 Schiltach                   | Rottweil                  | Museum für Wasser, Bad und Design, privates Museum von Hansgrohe                                                                 |                                                   |      |  |
| 77761 Schiltach                   | Rottweil                  | Schüttesäge-Museum |                                                   |      |  |
| 77761 Schiltach                   | Rottweil                  | Apotheken-Museum |                                                   |      |  |
| 79418 Schliengen                  | Lörrach                   | Schloss Bürgeln |                                                   |      |  |
| 72355 Schömberg                   | Zollernalbkreis           | Narrenmuseum Schömberg |                                                   |      |  |
| 78136 Schonach im Schwarzwald     | Schwarzwald-Baar          | Heimatstube Schonach |                                                   |      |  |
| 71101 Schönaich                   | Böblingen                 | Heimatmuseum Schönaich |                                                   |      |  |
| 71101 Schönaich                   | Böblingen                 | Miletitscher Heimatstube |                                                   |      |  |
| 75443 Schönenberg                 | Enzkreis                  | Waldensermuseum |                                                   |      |  |
| 74214 Schöntal                    | Hohenlohekreis            | Klostermuseum Schöntal |                                                   |      |  |
| 79650 Schopfheim                  | Lörrach                   | Städtisches Museum Schopfheim |                                                   |      |  |
| 73614 Schorndorf                  | Rems-Murr                 | Friedrich-Glück-Gedenkstätte |                                                   |      |  |
| 73614 Schorndorf                  | Rems-Murr                 | Comic-Museum Piccolo |                                                   |      |  |
| 73614 Schorndorf                  | Rems-Murr                 | Forscher Fabrik Schorndorf |                                                   |      |  |
| 73614 Schorndorf                  | Rems-Murr                 | Geburtshaus Gottlieb Daimler |                                                   |      |  |
| 73614 Schorndorf                  | Rems-Murr                 | Heimatmuseum Schorndorf-Weiler                                                                                                   |                                                   |      |  |
| 73614 Schorndorf                  | Rems-Murr                 | Q Galerie für Kunst Schorndorf                                                                                                   |                                                   |      |  |
| 73614 Schorndorf                  | Rems-Murr                 | Stadtmuseum Schorndorf |                                                   |      |  |
| 78713 Schramberg                  | Rottweil                  | Dieselmuseum im Technologie- und Gewerbepark H.A.U.                                                                              |                                                   |      |  |
| 78713 Schramberg                  | Rottweil                  | Eisenbahnmuseum Schwarzwald, ein Museum für Modelleisenbahnen                                                                    |                                                   |      |  |
| 78713 Schramberg                  | Rottweil                  | Auto & Uhrenwelt Schramberg |                                                   |      |  |
| 78713 Schramberg                  | Rottweil                  | Europäische Glasmalerei- u. Krippenausstellung Schramberg                                                                        |                                                   |      |  |
| 78713 Schramberg                  | Rottweil                  | Römisches Kastell Waldmössingen                                                                                                  |                                                   |      |  |
| 78713 Schramberg                  | Rottweil                  | Stadtmuseum Schramberg im Schloss                                                                                                | Stadtgeschichte                                   |      |  |
| 69198 Schriesheim                 | Rhein-Neckar              | Besucherbergwerk Grube Anna-Elisabeth                                                                                            |                                                   |      |  |
| 69198 Schriesheim                 | Rhein-Neckar              | Museum Théo Kerg |                                                   |      |  |
| 74575 Schrozberg                  | Schwäbisch Hall           | Museum und Kunstkammer Schloss Bartenstein                                                                                       |                                                   |      |  |
| 77978 Schuttertal                 | Ortenaukreis              | S'Buchholze Hisli |                                                   |      |  |
| 73525 Schwäbisch Gmünd            | Ostalbkreis               | Galerie im Prediger, Eingang Bocksgasse                                                                                          |                                                   |      |  |
| 73525 Schwäbisch Gmünd            | Ostalbkreis               | Brünner Heimatmuseum (2007 aufgelöst, seit 2014 im Sudetendeutschen Institut München)                                            |                                                   |      |  |
| 73525 Schwäbisch Gmünd            | Ostalbkreis               | Galerie Gmünder Kunstverein |                                                   |      |  |
| 73525 Schwäbisch Gmünd            | Ostalbkreis               | Museum für Natur und Stadtkultur im Prediger Schwäbisch Gmünd                                                                    |                                                   |      |  |
| 73525 Schwäbisch Gmünd            | Ostalbkreis               | Ostdeutsche Stube Schwäbisch Gmünd                                                                                               |                                                   |      |  |
| 73525 Schwäbisch Gmünd            | Ostalbkreis               | Silberwaren- und Bijouteriemuseum Ott-Pausersche Fabrik                                                                          |                                                   |      |  |
| 73525 Schwäbisch Gmünd            | Ostalbkreis               | Zentrum für Gestaltung und Wirtschaftskommunikation                                                                              |                                                   |      |  |
| 74523 Schwäbisch Hall             | Schwäbisch Hall           | Hällisch-Fränkisches Museum |                                                   |      |  |
| 74523 Schwäbisch Hall             | Schwäbisch Hall           | Hohenloher Freilandmuseum Wackershofen                                                                                           |                                                   |      |  |
| 74523 Schwäbisch Hall             | Schwäbisch Hall           | Johanniterkirche Schwäbisch Hall                                                                                                 |                                                   |      |  |
| 74523 Schwäbisch Hall             | Schwäbisch Hall           | Kunsthalle Würth |                                                   |      |  |
| 74523 Schwäbisch Hall             | Schwäbisch Hall           | Altes Sudhaus bei der Kunsthalle Würth                                                                                           |                                                   |      |  |
| 74523 Schwäbisch Hall             | Schwäbisch Hall           | Haller Feuerwehrmuseum |                                                   |      |  |
| 74523 Schwäbisch Hall             | Schwäbisch Hall           | Haus der Ortsgeschichte Schwäbisch Hall                                                                                          |                                                   |      |  |
| 74523 Schwäbisch Hall             | Schwäbisch Hall           | Kloster Comburg |                                                   |      |  |
| 74523 Schwäbisch Hall             | Schwäbisch Hall           | Kunstverein Schwäbisch Hall e. V.                                                                                                |                                                   |      |  |
| 74523 Schwäbisch Hall             | Schwäbisch Hall           | Ostdeutsche Heimatstube Schwäbisch Hall                                                                                          |                                                   |      |  |
| 74523 Schwäbisch Hall             | Schwäbisch Hall           | Städtische Galerie am Markt Schwäbisch Hall                                                                                      |                                                   |      |  |
| 74193 Schwaigern                  | Heilbronn                 | Karl-Wagenplast-Museum |                                                   |      |  |
| 71409 Schwaikheim                 | Rems-Murr                 | Alte Schmiede Schwaikheim |                                                   |      |  |
| 68723 Schwetzingen                | Rhein-Neckar              | Haus Schwetzinger Sammlungen Stadtmuseum, Leitung                                                                                |                                                   |      |  |
| 68723 Schwetzingen                | Rhein-Neckar              | Schloss Schwetzingen |                                                   |      |  |
| 71701 Schwieberdingen             | Ludwigsburg               | Heimatmuseum Schwieberdingen |                                                   |      |  |
| 74743 Seckach                     | Neckar-Odenwald           | Museum im Wasserschloss (Ortsteil Großeicholzheim)                                                                               |                                                   |      |  |
| 77889 Seebach                     | Ortenaukreis              | ’s Glatze Mühle |                                                   |      |  |
| 77889 Seebach                     | Ortenaukreis              | Naturschutzzentrum Ruhestein im Schwarzwald                                                                                      |                                                   |      |  |
| 77889 Seebach                     | Ortenaukreis              | Besucherbergwerk Silbergründle                                                                                                   |                                                   |      |  |
| 77889 Seebach                     | Ortenaukreis              | Geroldsecker Waffenschmiede |                                                   |      |  |
| 77889 Seebach                     | Ortenaukreis              | Heimatmuseum Vollmer's Mühle |                                                   |      |  |
| 77889 Seebach                     | Ortenaukreis              | Trachten- und Volkskunstmuseum Seebach                                                                                           |                                                   |      |  |
| 78606 Seitingen-Oberflacht        | Tuttlingen                | Museum Seitingen-Oberflacht |                                                   |      |  |
| 74372 Sersheim                    | Ludwigsburg               | Schmiedemuseum Sersheim |                                                   |      |  |
| 79350 Sexau                       | Emmendingen               | Silberbergwerk Carolinengrube |                                                   |      |  |
| 72488 Sigmaringen                 | Sigmaringen               | Fürstlich Hohenzollernsche Sammlungen im Schloss Sigmaringen                                                                     |                                                   |      |  |
| 72488 Sigmaringen                 | Sigmaringen               | Heimatmuseum im Runden Turm Sigmaringen                                                                                          |                                                   |      |  |
| 72488 Sigmaringen                 | Sigmaringen               | Marstallmuseum im Schloss Sigmaringen                                                                                            |                                                   |      |  |
| 71063 Sindelfingen                | Böblingen                 | Galerie der Stadt Sindelfingen (Lütze-Museum) im Alten Rathaus Maichingen                                                        |                                                   |      |  |
| 71065 Sindelfingen                | Böblingen                 | Schauwerk Sindelfingen |                                                   |      |  |
| 71065 Sindelfingen                | Böblingen                 | Haus der Donauschwaben Sindelfingen                                                                                              |                                                   |      |  |
| 71063 Sindelfingen                | Böblingen                 | Stadtmuseum im Alten Rathaus Sindelfingen                                                                                        |                                                   |      |  |
| 71063 Sindelfingen                | Böblingen                 | Webereimuseum Sindelfingen |                                                   |      |  |
| 78224 Singen                      | Konstanz                  | Archäologisches Hegau-Museum |                                                   |      |  |
| 78224 Singen                      | Konstanz                  | Ehemaliges Umspannwerk Singen |                                                   |      |  |
| 78224 Singen                      | Konstanz                  | Kunstverein Singen |                                                   |      |  |
| 78224 Singen                      | Konstanz                  | Städtisches Kunstmuseum Singen                                                                                                   |                                                   |      |  |
| 74889 Sinsheim                    | Rhein-Neckar              | Auto- und Technik-Museum Sinsheim                                                                                                |                                                   |      |  |
| 74889 Sinsheim                    | Rhein-Neckar              | Friedrich-der-Große-Museum |                                                   |      |  |
| 74889 Sinsheim                    | Rhein-Neckar              | Heimatstube der Pomázer Deutschen                                                                                                |                                                   |      |  |
| 74889 Sinsheim                    | Rhein-Neckar              | Museumshof Lerchennest Sinsheim                                                                                                  |                                                   |      |  |
| 74889 Sinsheim                    | Rhein-Neckar              | Stadtmuseum Sinsheim |                                                   |      |  |
| 78354 Sipplingen                  | Bodenseekreis             | Modell- und Plüschmuseum Sipplingen                                                                                              |                                                   |      |  |
| 72820 Sonnenbühl                  | Reutlingen                | Ostereimuseum Erpfingen |                                                   |      |  |
| 89567 Sontheim an der Brenz       | Heidenheim                | Heimatmuseum Schloss Brenz |                                                   |      |  |
| 78549 Spaichingen                 | Tuttlingen                | Gewerbemuseum Spaichingen | Heimatmuseum                                      |      |  |
| 71579 Spiegelberg                 | Rems-Murr                 | Glasmuseum Spiegelberg |                                                   |      |  |
| 83365 Spraitbach                  | Ostalbkreis               | Spielfiguren-Museum Bullyland (2009 dauerhaft geschlossen)                                                                       |                                                   |      |  |
| 79837 St. Blasien                 | Breisgau-Hochschwarzwald  | Museum St. Blasien |                                                   |      |  |
| 78112 St. Georgen im Schwarzwald  | Schwarzwald-Baar          | Deutsches Phonomuseum |                                                   |      |  |
| 78112 St. Georgen im Schwarzwald  | Schwarzwald-Baar          | Heimatmuseum „Schwarzes Tor“ St. Georgen                                                                                         |                                                   |      |  |
| 78112 St. Georgen im Schwarzwald  | Schwarzwald-Baar          | Kobisenmühle |                                                   |      |  |
| 78112 St. Georgen im Schwarzwald  | Schwarzwald-Baar          | Kunstraum Grässlin |                                                   |      |  |
| 72813 St. Johann                  | Reutlingen                | Heimatstube Bleichstetten |                                                   |      |  |
| 72813 St. Johann                  | Reutlingen                | Ski- u. Heimatmuseum Upfingen |                                                   |      |  |
| 79274 St. Märgen                  | Breisgau-Hochschwarzwald  | Kloster-Museum St. Märgen |                                                   |      |  |
| 89195 Staig                       | Alb-Donau                 | Radiomuseum |                                                   |      |  |
| 72181 Starzach                    | Tübingen                  | Schlossmuseum Wachendorf |                                                   |      |  |
| 79219 Staufen im Breisgau         | Breisgau-Hochschwarzwald  | Keramikmuseum Staufen |                                                   |      |  |
| 77790 Steinach                    | Ortenaukreis              | Heimat- u. Kleinbrennereimuseum Steinach                                                                                         |                                                   |      |  |
| 89195 Steinberg                   | Alb-Donau                 | Heimat- und Braunkohlemuseum Steinberg                                                                                           |                                                   |      |  |
| 79585 Steinen                     | Lörrach                   | Bauernhausmuseum Schneiderhof in Endenburg                                                                                       |                                                   |      |  |
| 89555 Steinheim am Albuch         | Heidenheim                | Heimatstube auf dem Klosterhof Steinheim                                                                                         |                                                   |      |  |
| 89555 Steinheim am Albuch         | Heidenheim                | Meteorkrater-Museum Steinheim |                                                   |      |  |
| 71711 Steinheim an der Murr       | Ludwigsburg               | Urmensch-Museum |                                                   |      |  |
| 71711 Steinheim an der Murr       | Ludwigsburg               | Museum zur Kloster- und Stadtgeschichte Steinheim                                                                                |                                                   |      |  |
| 72510 Stetten am kalten Markt     | Sigmaringen               | Feuerwehrmuseum Stetten |                                                   |      |  |
| 78333 Stockach                    | Konstanz                  | Stadtmuseum Stockach |                                                   |      |  |
| 76297 Stutensee                   | Karlsruhe                 | Heimat- u. Hugenottenmuseum Stutensee                                                                                            |                                                   |      |  |
| 76297 Stutensee                   | Karlsruhe                 | Heimatmuseum Blankenloch |                                                   |      |  |
| 70173 Stuttgart                   | (Stadtkreis)              | Altes Schloss Stuttgart mit Stauffenberg-Erinnerungsstätte und Landesmuseum Württemberg                                          |                                                   |      |  |
| 70173 Stuttgart                   | (Stadtkreis)              | Carl-Zeiss-Planetarium, Stuttgart-Mitte                                                                                          |                                                   |      |  |
| 70376 Stuttgart                   | (Stadtkreis)              | Feuerwehrmuseum Stuttgart, Stuttgart-Münster                                                                                     |                                                   |      |  |
| 70624 Stuttgart                   | (Stadtkreis)              | Albatros Flugmuseum am Flughafen Stuttgart                                                                                       |                                                   |      |  |
| 70327 Stuttgart                   | (Stadtkreis)              | Grabkapelle auf dem Württemberg Stuttgart-Rotenberg                                                                              |                                                   |      |  |
| 70173 Stuttgart                   | (Stadtkreis)              | Haus der Geschichte Baden-Württemberg                                                                                            |                                                   |      |  |
| 70173 Stuttgart                   | (Stadtkreis)              | Hegel-Haus |                                                   |      |  |
| 70188 Stuttgart                   | (Stadtkreis)              | Heimatmuseum der Deutschen aus Bessarabien                                                                                       |                                                   |      |  |
| 70567 Stuttgart                   | (Stadtkreis)              | Heimatmuseum Möhringen |                                                   |      |  |
| 70173 Stuttgart                   | (Stadtkreis)              | Hotel Silber |                                                   |      |  |
| 70197 Stuttgart                   | (Stadtkreis)              | Akademie Schloss Solitude |                                                   |      |  |
| 70197 Stuttgart                   | (Stadtkreis)              | Graevenitz-Museum und Graevenitz-Gedächtnisstätte                                                                                |                                                   |      |  |
| 70182 Stuttgart                   | (Stadtkreis)              | 1. Stuttgarter Spielzeugmuseum                                                                                                   |                                                   |      |  |
| 70329 Stuttgart                   | (Stadtkreis)              | Altes Haus in Stuttgart-Hedelfingen                                                                                              |                                                   |      |  |
| 70191 Stuttgart                   | (Stadtkreis)              | Architekturgalerie am Weißenhof                                                                                                  |                                                   |      |  |
| 70567 Stuttgart                   | (Stadtkreis)              | Auwärter-Omnibus-Museum |                                                   |      |  |
| 70174 Stuttgart                   | (Stadtkreis)              | Bibelmuseum Stuttgart |                                                   |      |  |
| 70550 Stuttgart                   | (Stadtkreis)              | Botanische Versuchsstation und Bot. Garten der Universität Hohenheim                                                             |                                                   |      |  |
| 70599 Stuttgart                   | (Stadtkreis)              | Botanischer Garten der Universität Hohenheim                                                                                     |                                                   |      |  |
| 70174 Stuttgart                   | (Stadtkreis)              | Design Center Stuttgart des Landesgewerbeamtes                                                                                   |                                                   |      |  |
| 70599 Stuttgart                   | (Stadtkreis)              | Deutsches Landwirtschaftsmuseum Hohenheim                                                                                        |                                                   |      |  |
| 70173 Stuttgart                   | (Stadtkreis)              | Expressguthalle (Einkaufsbahnhof) im Hauptbahnhof Stuttgart                                                                      |                                                   |      |  |
| 70173 Stuttgart                   | (Stadtkreis)              | Galerie des Württembergischen Kunstvereins, Stuttgarter Künstlerbund, Kunstgebäude Stuttgart am Schlossplatz                     |                                                   |      |  |
| 70173 Stuttgart                   | (Stadtkreis)              | Galerie Kultur unterm Turm Stuttgart                                                                                             |                                                   |      |  |
| 70174 Stuttgart                   | (Stadtkreis)              | Gedok Gemeinschaft der Künstlerinnen und Kunstfördernden e. V. Stuttgart                                                         |                                                   |      |  |
| 70372 Stuttgart                   | (Stadtkreis)              | Gottlieb Daimler Gedächtnisstätte in Bad Cannstatt                                                                               |                                                   |      |  |
| 70173 Stuttgart                   | (Stadtkreis)              | Hauptstaatsarchiv Stuttgart |                                                   |      |  |
| 70176 Stuttgart                   | (Stadtkreis)              | Haus der Heimat des Landes Baden-Württemberg                                                                                     |                                                   |      |  |
| 70597 Stuttgart                   | (Stadtkreis)              | Haus des Waldes Stuttgart |                                                   |      |  |
| 70599 Stuttgart                   | (Stadtkreis)              | Heimatmuseum Plieningen im Alten Rathaus                                                                                         |                                                   |      |  |
| 70499 Stuttgart                   | (Stadtkreis)              | Heimatmuseum Weilimdorfer Heimatstube                                                                                            |                                                   |      |  |
| 70191 Stuttgart                   | (Stadtkreis)              | Holz-Kanu-Museum |                                                   |      |  |
| 70173 Stuttgart                   | (Stadtkreis)              | ifa-Galerie des Instituts für Auslandsbeziehungen Stuttgart                                                                      |                                                   |      |  |
| 70173 Stuttgart                   | (Stadtkreis)              | Keller im Neuen Schloss „Römisches Lapidarium“                                                                                   |                                                   |      |  |
| 70599 Stuttgart                   | (Stadtkreis)              | Museum zur Geschichte Hohenheims                                                                                                 |                                                   |      |  |
| 70327 Stuttgart                   | (Stadtkreis)              | Ortsmuseum Untertürkheim/Rotenberg                                                                                               |                                                   |      |  |
| 70197 Stuttgart                   | (Stadtkreis)              | Schlossmuseum im Lustschloss Solitude                                                                                            |                                                   |      |  |
| 70174 Stuttgart                   | (Stadtkreis)              | Skateboardmuseum im Filmhaus (geschlossen 2012, Neueröffnung 2015 in Berlin)                                                     |                                                   |      |  |
| 70178 Stuttgart                   | (Stadtkreis)              | Städtisches Lapidarium Stuttgart                                                                                                 |                                                   |      |  |
| 70372 Stuttgart                   | (Stadtkreis)              | Stadtmuseum Bad Cannstatt im Klösterle                                                                                           |                                                   |      |  |
| 70184 Stuttgart                   | (Stadtkreis)              | Stuttgarter Hahnemann-Museum im Institut für Geschichte der Medizin                                                              |                                                   |      |  |
| 70173 Stuttgart                   | (Stadtkreis)              | TREFFPUNKTgalerie Stuttgart |                                                   |      |  |
| 70593 Stuttgart                   | (Stadtkreis)              | Universitätsmuseum Stuttgart |                                                   |      |  |
| 70376 Stuttgart                   | (Stadtkreis)              | Zoologisch-Botanischer Garten Wilhelma                                                                                           |                                                   |      |  |
| 70599 Stuttgart                   | (Stadtkreis)              | Zoologisches und Tiermedizinisches Museum im Schloss Hohenheim                                                                   |                                                   |      |  |
| 70173 Stuttgart                   | (Stadtkreis)              | Musikinstrumenten-Sammlung im Fruchtkasten Stuttgart                                                                             |                                                   |      |  |
| 70192 Stuttgart                   | (Stadtkreis)              | Killesbergbahn Stuttgart Freunde und Förderer der Killesbergbahn e. V.                                                           |                                                   |      |  |
| 70178 Stuttgart                   | (Stadtkreis)              | Künstlerhaus Stuttgart |                                                   |      |  |
| 70173 Stuttgart                   | (Stadtkreis)              | Kunstmuseum Stuttgart, früher Galerie der Stadt Stuttgart                                                                        |                                                   |      |  |
| 70174 Stuttgart                   | (Stadtkreis)              | Linden-Museum Staatliches Museum für Völkerkunde                                                                                 |                                                   |      |  |
| 70372 Stuttgart                   | (Stadtkreis)              | Mercedes-Benz-Museum in Stuttgart-Bad Cannstatt                                                                                  |                                                   |      |  |
| 70435 Stuttgart                   | (Stadtkreis)              | Porsche-Museum Stuttgart-Zuffenhausen                                                                                            |                                                   |      |  |
| 70188 Stuttgart                   | (Stadtkreis)              | Schweinemuseum |                                                   |      |  |
| 70191 Stuttgart                   | (Stadtkreis)              | Staatliche Akademie der Bildenden Künste Stuttgart                                                                               |                                                   |      |  |
| 70372 Stuttgart                   | (Stadtkreis)              | Staatliche Münze Stuttgart |                                                   |      |  |
| 70191 Stuttgart                   | (Stadtkreis)              | Staatliches Museum für Naturkunde Stuttgart, Museum am Löwentor                                                                  |                                                   |      |  |
| 70191 Stuttgart                   | (Stadtkreis)              | Staatliches Museum für Naturkunde Stuttgart, Museum Schloss Rosenstein                                                           |                                                   |      |  |
| 70173 Stuttgart                   | (Stadtkreis)              | Staatsgalerie Stuttgart |                                                   |      |  |
| 70372 Stuttgart                   | (Stadtkreis)              | Stadtarchiv Stuttgart |                                                   |      |  |
| 70173 Stuttgart                   | (Stadtkreis)              | Stadtmuseum Stuttgart (StadtPalais)                                                                                              |                                                   |      |  |
| 70372 Stuttgart                   | (Stadtkreis)              | Straßenbahnwelt Stuttgart Straßenbahnmuseum                                                                                      |                                                   |      |  |
| 70192 Stuttgart                   | (Stadtkreis)              | Theodor-Heuss-Haus |                                                   |      |  |
| 70329 Stuttgart                   | (Stadtkreis)              | Weinbaumuseum Uhlbach |                                                   |      |  |
| 70191 Stuttgart                   | (Stadtkreis)              | Weissenhofmuseum Museum für Architekturgeschichte                                                                                |                                                   |      |  |
| 70173 Stuttgart                   | (Stadtkreis)              | Württembergische Landesbibliothek Buchmuseum                                                                                     |                                                   |      |  |
| 70439 Stuttgart                   | (Stadtkreis)              | Heimatmuseum Stammheim |                                                   |      |  |
| 70186 Stuttgart                   | (Stadtkreis)              | MUSE-O Stadtteilmuseum im Alten Schulhaus Gablenberg                                                                             |                                                   |      |  |
| 70191 Stuttgart                   | (Stadtkreis)              | Polizeimuseum Stuttgart des Polizeihistorischen Vereins                                                                          |                                                   |      |  |
| 70378 Stuttgart                   | (Stadtkreis)              | Stuttgarter Turmuhrenarchiv, Turmuhrenmuseum                                                                                     |                                                   |      |  |
| 72172 Sulz am Neckar              | Rottweil                  | Kloster Kirchberg – Kunstmuseum in der Unteren Scheuer zu Helmuth Uhrig                                                          |                                                   |      |  |
| 72172 Sulz am Neckar              | Rottweil                  | Atelier der Kunststiftung Paul Kälberer                                                                                          |                                                   |      |  |
| 72172 Sulz am Neckar              | Rottweil                  | Kultur- und Museumszentrum Schloss Glatt, Adels-, Schloss- und Bauernmuseum, Galerie                                             |                                                   |      |  |
| 79295 Sulzburg                    | Breisgau-Hochschwarzwald  | Das Glashaus Sulzburg |                                                   |      |  |
| 79295 Sulzburg                    | Breisgau-Hochschwarzwald  | Ehemalige Synagoge Sulzburg |                                                   |      |  |
| 79295 Sulzburg                    | Breisgau-Hochschwarzwald  | Landesbergbaumuseum Baden-Württemberg                                                                                            |                                                   |      |  |
| 73079 Süßen                       | Göppingen                 | Strassacker Galerie und Skulpturenpark                                                                                           |                                                   |      |  |
| 78607 Talheim                     | Tuttlingen                | Heimatmuseum Talheim |                                                   |      |  |
| 97941 Tauberbischofsheim          | Main-Tauber               | Tauberfränkisches Landschaftsmuseum im Kurmainzischen Schloss Tauberbischofsheim                                                 |                                                   |      |  |
| 97941 Tauberbischofsheim          | Main-Tauber               | VS-Schulmuseum, Schulmöbel vom Ende des 19. Jahrhunderts bis heute in Tauberbischofsheim                                         |                                                   |      |  |
| 97941 Tauberbischofsheim          | Main-Tauber               | Apothekenmuseum in der ehemaligen Sonnenplatz-Apotheke                                                                           |                                                   |      |  |
| 97941 Tauberbischofsheim          | Main-Tauber               | Dorf- und Bauernmuseen in den Stadtteilen Distelhausen, Dittwar und Impfingen                                                    |                                                   |      |  |
| 97941 Tauberbischofsheim          | Main-Tauber               | Galerie Tauberbischofsheim |                                                   |      |  |
| 79331 Teningen                    | Emmendingen               | Heimatmuseum Teningen |                                                   |      |  |
| 88069 Tettnang                    | Bodenseekreis             | Tettnanger Hopfenmuseum |                                                   |      |  |
| 88069 Tettnang                    | Bodenseekreis             | Elektronikmuseum Tettnang |                                                   |      |  |
| 88069 Tettnang                    | Bodenseekreis             | Galerie am Torschloss Tettnang                                                                                                   |                                                   |      |  |
| 88069 Tettnang                    | Bodenseekreis             | Montfortmuseum (dauerhaft geschlossen)                                                                                           |                                                   |      |  |
| 88069 Tettnang                    | Bodenseekreis             | Schlossmuseum Neues Schloss Tettnang                                                                                             |                                                   |      |  |
| 79822 Titisee-Neustadt            | Breisgau-Hochschwarzwald  | Heimatstuben Titisee-Neustadt |                                                   |      |  |
| 79822 Titisee-Neustadt            | Breisgau-Hochschwarzwald  | Märklin-World-Titisee |                                                   |      |  |
| 79682 Todtmoos                    | Waldshut                  | Heimatmuseum Todtmoos |                                                   |      |  |
| 78098 Triberg                     | Schwarzwald-Baar          | Schwarzwaldbahn Kurverwaltung Triberg                                                                                            |                                                   |      |  |
| 78098 Triberg                     | Schwarzwald-Baar          | Schwarzwaldmuseum |                                                   |      |  |
| 78647 Trossingen                  | Tuttlingen                | Deutsches Harmonikamuseum |                                                   |      |  |
| 78647 Trossingen                  | Tuttlingen                | Museum Auberlehaus |                                                   |      |  |
| 78647 Trossingen                  | Tuttlingen                | Eisenbahnmuseum |                                                   |      |  |
| 72074 Tübingen                    | Tübingen                  | Auto- und Spielzeugmuseum Boxenstop                                                                                              |                                                   |      |  |
| 72070 Tübingen                    | Tübingen                  | Hölderlinturm |                                                   |      |  |
| 72074 Tübingen                    | Tübingen                  | Kloster Bebenhausen |                                                   |      |  |
| 72076 Tübingen                    | Tübingen                  | Kunsthalle Tübingen |                                                   |      |  |
| 72070 Tübingen                    | Tübingen                  | Museum der Universität Tübingen (MUT) im Schloss Hohentübingen und zahlreiche weitere Sammlungen in den Universitätsinstituten   |                                                   |      |  |
| 72070 Tübingen                    | Tübingen                  | Stadtmuseum im Kornhaus mit Lotte-Reiniger-Dauerausstellung                                                                      |                                                   |      |  |
| 72076 Tübingen                    | Tübingen                  | Botanischer Garten der Universität Tübingen                                                                                      |                                                   |      |  |
| 72074 Tübingen                    | Tübingen                  | Ehemaliges Königliches Jagdschloss Bebenhausen                                                                                   |                                                   |      |  |
| 72074 Tübingen                    | Tübingen                  | Heimatmuseum Lustnau (eventuell geschlossen)                                                                                     |                                                   |      |  |
| 72070 Tübingen                    | Tübingen                  | Isinger Dorfmuseum |                                                   |      |  |
| 72070 Tübingen                    | Tübingen                  | Sammlungen des Ludwig-Uhland-Instituts                                                                                           |                                                   |      |  |
| 72070 Tübingen                    | Tübingen                  | Stadtarchiv im Rathaus Tübingen                                                                                                  |                                                   |      |  |
| 78532 Tuttlingen                  | Tuttlingen                | Deutsches Dampflok- und Modelleisenbahnmuseum                                                                                    |                                                   |      |  |
| 78532 Tuttlingen                  | Tuttlingen                | Feuerwehrmuseum Tuttlingen |                                                   |      |  |
| 78532 Tuttlingen                  | Tuttlingen                | Heimatmuseum Nendingen |                                                   |      |  |
| 78532 Tuttlingen                  | Tuttlingen                | Museum im Möhringer Rathaus |                                                   |      |  |
| 78532 Tuttlingen                  | Tuttlingen                | Städtische Galerie Tuttlingen |                                                   |      |  |
| 78532 Tuttlingen                  | Tuttlingen                | Städtisches Museum Tuttlingen, Tuttlinger Haus/Fruchtkasten                                                                      |                                                   |      |  |
| 88662 Überlingen                  | Bodenseekreis             | Dokumentationsstätte Goldbacher Stollen und KZ Aufkirch                                                                          |                                                   |      |  |
| 88662 Überlingen                  | Bodenseekreis             | Firmenmuseum Instrumentelle Analytik                                                                                             |                                                   |      |  |
| 88662 Überlingen                  | Bodenseekreis             | Historisches Waffenmuseum im Zeughaus Überlingen                                                                                 |                                                   |      |  |
| 88662 Überlingen                  | Bodenseekreis             | Stadtmuseum Überlingen |                                                   |      |  |
| 88662 Überlingen                  | Bodenseekreis             | Suso-Haus, Ort des Gedenkens und der schöpferischen Arbeit                                                                       |                                                   |      |  |
| 76698 Ubstadt-Weiher              | Karlsruhe                 | Römermuseum Stettfeld |                                                   |      |  |
| 73066 Uhingen                     | Göppingen                 | Fotomuseum Uhingen |                                                   |      |  |
| 73066 Uhingen                     | Göppingen                 | Heimatmuseum im Berchtoldshof |                                                   |      |  |
| 88690 Uhldingen-Mühlhofen         | Bodenseekreis             | Auto & Traktor Museum |                                                   |      |  |
| 88690 Uhldingen-Mühlhofen         | Bodenseekreis             | Pfahlbaumuseum Unteruhldingen |                                                   |      |  |
| 89077 Ulm                         | (Stadtkreis)              | Donauschwäbisches Zentralmuseum                                                                                                  |                                                   |      |  |
| 89079 Ulm                         | (Stadtkreis)              | Kloster Wiblingen Museum im Konventbau                                                                                           |                                                   |      |  |
| 89073 Ulm                         | (Stadtkreis)              | Kunsthalle Weishaupt |                                                   |      |  |
| 89073 Ulm                         | (Stadtkreis)              | Kunstverein Ulm |                                                   |      |  |
| 89081 Ulm                         | (Stadtkreis)              | KZ-Gedenkstätte Oberer Kuhberg                                                                                                   |                                                   |      |  |
| 89073 Ulm                         | (Stadtkreis)              | Museum Brot und Kunst |                                                   |      |  |
| 89073 Ulm                         | (Stadtkreis)              | Museum Ulm |                                                   |      |  |
| 89073 Ulm                         | (Stadtkreis)              | Stadthaus Ulm |                                                   |      |  |
| 89073 Ulm                         | (Stadtkreis)              | Aquarium und Tropenhaus Friedrichsau                                                                                             |                                                   |      |  |
| 89081 Ulm                         | (Stadtkreis)              | Botanischer Garten der Universität Ulm                                                                                           |                                                   |      |  |
| 89081 Ulm                         | (Stadtkreis)              | Festungsmuseum Fort Oberer Kuhberg                                                                                               |                                                   |      |  |
| 89081 Ulm                         | (Stadtkreis)              | Heimatmuseum Mähringen |                                                   |      |  |
| 89073 Ulm                         | (Stadtkreis)              | Naturkundliches Bildungszentrum Ulm                                                                                              |                                                   |      |  |
| 89077 Ulm                         | (Stadtkreis)              | Ost- u. Südostdeutsche Heimatstube Ulm                                                                                           |                                                   |      |  |
| 89073 Ulm                         | (Stadtkreis)              | pro arte ulmer kunststiftung – Galerie im Kornhauskeller                                                                         |                                                   |      |  |
| 89077 Ulm                         | (Stadtkreis)              | Radar und Funk Ulm, ca. 2016 geschlossen                                                                                         |                                                   |      |  |
| 89073 Ulm                         | (Stadtkreis)              | Wassermuseum im Seelhaus-Brunnenwerk                                                                                             |                                                   |      |  |
| 79224 Umkirch                     | Breisgau-Hochschwarzwald  | Heimatmuseum Umkirch |                                                   |      |  |
| 88444 Ummendorf                   | Biberach                  | Kulturkreis im Schloss Ummendorf                                                                                                 |                                                   |      |  |
| 89617 Untermarchtal               | Alb-Donau                 | Kalkofenmuseum |                                                   |      |  |
| 74547 Untermünkheim               | Schwäbisch Hall           | Rößler-Museum |                                                   |      |  |
| 73660 Urbach                      | Rems-Murr                 | Museum Farrenstall |                                                   |      |  |
| 73660 Urbach                      | Rems-Murr                 | Museum im Widumhof |                                                   |      |  |
| 71665 Vaihingen an der Enz        | Ludwigsburg               | Das Bonbon-Museum |                                                   |      |  |
| 71665 Vaihingen an der Enz        | Ludwigsburg               | Heimatmuseum der Jauerniger |                                                   |      |  |
| 71665 Vaihingen an der Enz        | Ludwigsburg               | Städtisches Museum Peterskirche Vaihingen                                                                                        |                                                   |      |  |
| 71665 Vaihingen an der Enz        | Ludwigsburg               | Weinmuseum Vaihingen |                                                   |      |  |
| 74541 Vellberg                    | Schwäbisch Hall           | Natur- und Heimatmuseum im Burggraben                                                                                            |                                                   |      |  |
| 72519 Veringenstadt               | Sigmaringen               | Heimatmuseum Veringenstadt im historischen Rathaus                                                                               |                                                   |      |  |
| 72519 Veringenstadt               | Sigmaringen               | Strübhaus |                                                   |      |  |
| 78050 Villingen-Schwenningen      | Schwarzwald-Baar          | Franziskanermuseum |                                                   |      |  |
| 78054 Villingen-Schwenningen      | Schwarzwald-Baar          | Heimat- und Uhrenmuseum Schwenningen                                                                                             |                                                   |      |  |
| 78054 Villingen-Schwenningen      | Schwarzwald-Baar          | Uhrenindustriemuseum Villingen-Schwenningen                                                                                      |                                                   |      |  |
| 78056 Villingen-Schwenningen      | Schwarzwald-Baar          | Bauernmuseum Mühlhausen |                                                   |      |  |
| 78056 Villingen-Schwenningen      | Schwarzwald-Baar          | Dorf Mühlhausen |                                                   |      |  |
| 78054 Villingen-Schwenningen      | Schwarzwald-Baar          | Galerie der Schwenninger Volksbank                                                                                               |                                                   |      |  |
| 78052 Villingen-Schwenningen      | Schwarzwald-Baar          | Heimatstube Herzogenweiler |                                                   |      |  |
| 78056 Villingen-Schwenningen      | Schwarzwald-Baar          | Heimatstube Mühlhausen |                                                   |      |  |
| 78052 Villingen-Schwenningen      | Schwarzwald-Baar          | Heimatstube Tannheim |                                                   |      |  |
| 78056 Villingen-Schwenningen      | Schwarzwald-Baar          | Internationales Luftfahrtmuseum                                                                                                  |                                                   |      |  |
| 78056 Villingen-Schwenningen      | Schwarzwald-Baar          | Mauthe-Museum – seit 2015 geschlossen                                                                                            |                                                   |      |  |
| 78050 Villingen-Schwenningen      | Schwarzwald-Baar          | Museum Altes Rathaus Villingen-Schwenningen                                                                                      |                                                   |      |  |
| 78054 Villingen-Schwenningen      | Schwarzwald-Baar          | Städtische Galerie Lovis-Kabinett                                                                                                |                                                   |      |  |
| 79235 Vogtsburg                   | Breisgau-Hochschwarzwald  | Kaiserstühler Weinbaumuseum |                                                   |      |  |
| 79279 Vörstetten                  | Emmendingen               | Alamannen-Museum |                                                   |      |  |
| 68753 Waghäusel                   | Karlsruhe                 | Heimatstube Wiesental |                                                   |      |  |
| 71332 Waiblingen                  | Rems-Murr                 | Galerie Stihl Waiblingen |                                                   |      |  |
| 71334 Waiblingen                  | Rems-Murr                 | Csavolyer Heimatstuben im Beinsteiner Torturm                                                                                    |                                                   |      |  |
| 71332 Waiblingen                  | Rems-Murr                 | Galerie der Stadt Waiblingen Kameralamt                                                                                          |                                                   |      |  |
| 71332 Waiblingen                  | Rems-Murr                 | Kunst in der Fabrik Waiblingen                                                                                                   |                                                   |      |  |
| 71332 Waiblingen                  | Rems-Murr                 | Kunstpark Waiblingen |                                                   |      |  |
| 71332 Waiblingen                  | Rems-Murr                 | Haus der Stadtgeschichte Waiblingen, ehemals Museum der Stadt Waiblingen                                                         |                                                   |      |  |
| 71334 Waiblingen                  | Rems-Murr                 | Städtisches Heimatmuseum Waiblingen                                                                                              |                                                   |      |  |
| 76337 Waldbronn                   | Karlsruhe                 | Heimatstuben Waldbronn |                                                   |      |  |
| 76337 Waldbronn                   | Karlsruhe                 | Radiomuseum Waldbronn |                                                   |      |  |
| 88289 Waldburg                    | Ravensburg                | Museum auf der Waldburg |                                                   |      |  |
| 71111 Waldenbuch                  | Böblingen                 | Museum der Alltagskultur – Schloss Waldenbuch, Außenstelle des Landesmuseums Württemberg                                         |                                                   |      |  |
| 71111 Waldenbuch                  | Böblingen                 | Museum Ritter, Kunstsammlung Marli Hoppe-Ritter                                                                                  |                                                   |      |  |
| 74638 Waldenburg                  | Hohenlohekreis            | Hohenloher Urweltmuseum |                                                   |      |  |
| 74638 Waldenburg                  | Hohenlohekreis            | Siegelmuseum Schloss Waldenburg                                                                                                  |                                                   |      |  |
| 79183 Waldkirch                   | Emmendingen               | Schwarzwaldzoo Waldkirch beim Freizeitpark                                                                                       |                                                   |      |  |
| 79183 Waldkirch                   | Emmendingen               | Elztalmuseum | Regionalgeschichte und Orgelbau                   |      |  |
| 79183 Waldkirch                   | Emmendingen               | Georg Scholz Haus Städtische Galerie Waldkirch                                                                                   |                                                   |      |  |
| 79183 Waldkirch                   | Emmendingen               | Silberbergwerk Grube Erich |                                                   |      |  |
| 79761 Waldshut-Tiengen            | Waldshut                  | Klettgau- und Heimatmuseum im Schloss Tiengen                                                                                    |                                                   |      |  |
| 79761 Waldshut-Tiengen            | Waldshut                  | Museum Alte Metzig, im Metzgertörle in Waldshut                                                                                  |                                                   |      |  |
| 79761 Waldshut-Tiengen            | Waldshut                  | Ölmühle in der Altstadt, in Tiengen                                                                                              |                                                   |      |  |
| 79761 Waldshut-Tiengen            | Waldshut                  | Historisches Zunftarchiv der Junggesellenschaft 1468 Waldshut, im Unteren Tor in Waldshut                                        |                                                   |      |  |
| 74399 Walheim                     | Ludwigsburg               | Römerhaus Walheim |                                                   |      |  |
| 69190 Walldorf                    | Rhein-Neckar              | Heimatmuseum Walldorf im Astorhaus                                                                                               |                                                   |      |  |
| 74731 Walldürn                    | Neckar-Odenwald           | Odenwälder Freilandmuseum (Ortsteil Gottersdorf)                                                                                 |                                                   |      |  |
| 74731 Walldürn                    | Neckar-Odenwald           | Elfenbeinmuseum |                                                   |      |  |
| 74731 Walldürn                    | Neckar-Odenwald           | Museum Zeit(T)räume | Uhren, Spielzeug, Radio                           |      |  |
| 74731 Walldürn                    | Neckar-Odenwald           | Museum in der Grünkerndarre (Ortsteil Altheim)                                                                                   | Freilichtmuseum                                   |      |  |
| 74731 Walldürn                    | Neckar-Odenwald           | Lichtermuseum Wettersdorf |                                                   |      |  |
| 74731 Walldürn                    | Neckar-Odenwald           | Stadt- und Wallfahrtmuseum Walldürn                                                                                              |                                                   |      |  |
| 74599 Wallhausen                  | Schwäbisch Hall           | Gedenkstätte ehemalige Synagoge Michelbach a.d. Lücke                                                                            |                                                   |      |  |
| 88239 Wangen im Allgäu            | Ravensburg                | Deutsches Eichendorff-Museum |                                                   |      |  |
| 88239 Wangen im Allgäu            | Ravensburg                | Gustav-Freytag-Museum |                                                   |      |  |
| 88239 Wangen im Allgäu            | Ravensburg                | Heimat- und Käsereimuseum in der Eselsmühle                                                                                      |                                                   |      |  |
| 88239 Wangen im Allgäu            | Ravensburg                | Mechanische Musikinstrumente Wangen                                                                                              |                                                   |      |  |
| 88239 Wangen im Allgäu            | Ravensburg                | Museum in der Badstube Wangen |                                                   |      |  |
| 88239 Wangen im Allgäu            | Ravensburg                | Museumsdruckerei Wangen |                                                   |      |  |
| 88239 Wangen im Allgäu            | Ravensburg                | Stadtarchiv Wangen |                                                   |      |  |
| 88239 Wangen im Allgäu            | Ravensburg                | Städtische Galerie Wangen in der Badstube                                                                                        |                                                   |      |  |
| 88447 Warthausen                  | Biberach                  | Knopf & Knopf Internationales Museum der Knöpfe                                                                                  |                                                   |      |  |
| 88447 Warthausen                  | Biberach                  | Schlossmuseum Warthausen |                                                   |      |  |
| 73116 Wäschenbeuren               | Göppingen                 | Buchdruckatelier Bleiklötzle, wahrscheinlich umgezogen nach 32351 Stemwede-Oppenwehe                                             |                                                   |      |  |
| 73116 Wäschenbeuren               | Göppingen                 | Staufergedächtnisstätte und Heimatmuseum Wäschenbeuren                                                                           |                                                   |      |  |
| 79664 Wehr                        | Waldshut                  | Stadtmuseum Wehr |                                                   |      |  |
| 97990 Weikersheim                 | Main-Tauber               | Museum Schloss Weikersheim |                                                   |      |  |
| 97990 Weikersheim                 | Main-Tauber               | Tauberländer Dorfmuseum |                                                   |      |  |
| 79576 Weil am Rhein               | Lörrach                   | Museum am Lindenplatz, Weil am Rhein                                                                                             |                                                   |      |  |
| 79576 Weil am Rhein               | Lörrach                   | Museum Weiler Textilgeschichte                                                                                                   |                                                   |      |  |
| 79576 Weil am Rhein               | Lörrach                   | Museum Dorfstube, Ötlingen |                                                   |      |  |
| 79576 Weil am Rhein               | Lörrach                   | Vitra Design Museum |                                                   |      |  |
| 79576 Weil am Rhein               | Lörrach                   | Landwirtschaftsmuseum Weil am Rhein                                                                                              |                                                   |      |  |
| 79576 Weil am Rhein               | Lörrach                   | Städtische Galerie im Stapflehus                                                                                                 |                                                   |      |  |
| 71263 Weil der Stadt              | Böblingen                 | Kepler-Museum |                                                   |      |  |
| 71263 Weil der Stadt              | Böblingen                 | Narrenmuseum der Narrenzunft AHA Weil der Stadt                                                                                  |                                                   |      |  |
| 71263 Weil der Stadt              | Böblingen                 | Stadtmuseum Weil der Stadt |                                                   |      |  |
| 71263 Weil der Stadt              | Böblingen                 | Wendelinskapelle |                                                   |      |  |
| 88250 Weingarten                  | Ravensburg                | Alamannenmuseum Weingarten |                                                   |      |  |
| 88250 Weingarten                  | Ravensburg                | Kornhaus-Galerie Weingarten |                                                   |      |  |
| 88250 Weingarten                  | Ravensburg                | Stadtmuseum im Schlössle Weingarten                                                                                              |                                                   |      |  |
| 69469 Weinheim                    | Rhein-Neckar              | Antikes Wohnmuseum Weinheim |                                                   |      |  |
| 69469 Weinheim                    | Rhein-Neckar              | Museum der Stadt Weinheim |                                                   |      |  |
| 69469 Weinheim                    | Rhein-Neckar              | Schau- und Sichtungsgarten Hermannshof e. V.                                                                                     |                                                   |      |  |
| 74189 Weinsberg                   | Heilbronn                 | Justinus-Kerner-Haus |                                                   |      |  |
| 74189 Weinsberg                   | Heilbronn                 | Dokumentationsstätte „Lager Weinsberg“                                                                                           |                                                   |      |  |
| 74189 Weinsberg                   | Heilbronn                 | Heimatstuben im Wachturm / Kubiner Heimatstube                                                                                   |                                                   |      |  |
| 74189 Weinsberg                   | Heilbronn                 | Museum des Klinikums am Weissenhof (derzeit geschlossen)                                                                         |                                                   |      |  |
| 74189 Weinsberg                   | Heilbronn                 | Römischer Gutshof mit Badruine Weinsberg                                                                                         |                                                   |      |  |
| 74189 Weinsberg                   | Heilbronn                 | Weibertreu-Museum |                                                   |      |  |
| 71384 Weinstadt                   | Rems-Murr                 | Württemberg-Haus im Alten Rathaus Beutelsbach (Museum Wiege Württembergs und Museum Bauernkrieg)                                 |                                                   |      |  |
| 71384 Weinstadt                   | Rems-Murr                 | Heimatmuseum Strümpfelbach |                                                   |      |  |
| 71384 Weinstadt                   | Rems-Murr                 | Heimatstube Endersbach |                                                   |      |  |
| 71384 Weinstadt                   | Rems-Murr                 | Silcher-Museum Schnait |                                                   |      |  |
| 71554 Weissach im Tal             | Rems-Murr                 | Archäologischer Park Ostkastell Weissach                                                                                         |                                                   |      |  |
| 71554 Weissach im Tal             | Rems-Murr                 | Freilichtmuseum Ostkastell |                                                   |      |  |
| 71554 Weissach im Tal             | Rems-Murr                 | Heimatmuseum Unterweissach |                                                   |      |  |
| 71554 Weissach im Tal             | Rems-Murr                 | Heimatmuseum Weissach |                                                   |      |  |
| 71287 Weissach                    | Böblingen                 | Heimatmuseum Flacht |                                                   |      |  |
| 73642 Welzheim                    | Rems-Murr                 | Städtisches Museum Welzheim |                                                   |      |  |
| 73240 Wendlingen am Neckar        | Esslingen                 | Städtische Galerie Wendlingen |                                                   |      |  |
| 97956 Werbach                     | Main-Tauber               | Pfeiferstube in Niklashausen |                                                   |      |  |
| 97956 Werbach                     | Main-Tauber               | Synagoge Wenkheim |                                                   |      |  |
| 97877 Wertheim                    | Main-Tauber               | Grafschaftsmuseum und Otto-Modersohn-Kabinett im alten Rathaus                                                                   |                                                   |      |  |
| 97877 Wertheim                    | Main-Tauber               | Ehemalige Zisterzienserabtei Bronnbach, Grafschaftsmuseum                                                                        |                                                   |      |  |
| 97877 Wertheim                    | Main-Tauber               | Glasmuseum Wertheim |                                                   |      |  |
| 97877 Wertheim                    | Main-Tauber               | Museum „Schlösschen im Hofgarten“ Wertheim                                                                                       |                                                   |      |  |
| 97877 Wertheim                    | Main-Tauber               | Volksbank-Galerie Wertheim |                                                   |      |  |
| 74259 Widdern                     | Heilbronn                 | Schmiede- und Heimatmuseum Widdern                                                                                               |                                                   |      |  |
| 79695 Wieden                      | Lörrach                   | Besucherbergwerk Finstergrund |                                                   |      |  |
| 75446 Wiernsheim                  | Enzkreis                  | Kaffeemühlenmuseum |                                                   |      |  |
| 75446 Wiernsheim                  | Enzkreis                  | Waldenser-Museumsstüble im Ortsteil Pinache                                                                                      |                                                   |      |  |
| 69257 Wiesenbach                  | Rhein-Neckar              | Afrika-Museum |                                                   |      |  |
| 69257 Wiesenbach                  | Rhein-Neckar              | Heimatmuseum Wiesenbach |                                                   |      |  |
| 69257 Wiesenbach                  | Rhein-Neckar              | Künstlerdorf Langenzell |                                                   |      |  |
| 69257 Wiesenbach                  | Rhein-Neckar              | Städtisches Museum Wiesloch |                                                   |      |  |
| 72218 Wildberg                    | Calw                      | Heimatmuseum Wildberg im Kloster Reuthin                                                                                         |                                                   |      |  |
| 78669 Wilflingen                  | Rottweil                  | Gedenkstätte Eckerwald KZ Schörzingen                                                                                            |                                                   |      |  |
| 88271 Wilhelmsdorf                | Ravensburg                | Benedikt-Nimser-Haus |                                                   |      |  |
| 71364 Winnenden                   | Rems-Murr                 | Bauernmuseum Winnenden |                                                   |      |  |
| 71364 Winnenden                   | Rems-Murr                 | Dorf- und Heimatmuseum Winnenden                                                                                                 |                                                   |      |  |
| 71364 Winnenden                   | Rems-Murr                 | Ehem. Hafnerbrennhütte Winnenden                                                                                                 |                                                   |      |  |
| 71364 Winnenden                   | Rems-Murr                 | Feuerwehrmuseum Winnenden |                                                   |      |  |
| 71364 Winnenden                   | Rems-Murr                 | Heimatmuseum im Schwaikheimer Torturm                                                                                            |                                                   |      |  |
| 73650 Winterbach                  | Rems-Murr                 | Dorf- und Heimatmuseum Winterbach                                                                                                |                                                   |      |  |
| 72474 Winterlingen                | Zollernalbkreis           | Heimatmuseum Harthausen |                                                   |      |  |
| 77709 Wolfach                     | Ortenaukreis              | Flößer- und Heimatmuseum Wolfach                                                                                                 |                                                   |      |  |
| 77709 Wolfach                     | Ortenaukreis              | Freilichtmuseum Klausenbauernhof Wolfach                                                                                         |                                                   |      |  |
| 77709 Wolfach                     | Ortenaukreis              | Glasmuseum der Dorotheenhütte |                                                   |      |  |
| 88364 Wolfegg                     | Ravensburg                | Automobilmuseum von Fritz B. Busch                                                                                               |                                                   |      |  |
| 88364 Wolfegg                     | Ravensburg                | Bauernhaus-Museum Wolfegg |                                                   |      |  |
| 71543 Wüstenrot                   | Heilbronn                 | Bauspar-Museum Wüstenrot |                                                   |      |  |
| 71543 Wüstenrot                   | Heilbronn                 | Wüstenroter Glas- und Heimatmuseum im Alten Rathaus                                                                              |                                                   |      |  |
| 77736 Zell am Harmersbach         | Ortenaukreis              | Heimatmuseum Fürstenberger Hof                                                                                                   |                                                   |      |  |
| 77736 Zell am Harmersbach         | Ortenaukreis              | Heimatmuseum Storchenturm |                                                   |      |  |
| 77736 Zell am Harmersbach         | Ortenaukreis              | Schulmuseum Zell |                                                   |      |  |
| 77736 Zell am Harmersbach         | Ortenaukreis              | Villa Haiss Museum für zeitgenössische Kunst                                                                                     |                                                   |      |  |
| 79669 Zell im Wiesental           | Lörrach                   | Wiesentäler Textilmuseum |                                                   |      |  |
| 79379 Zunzingen                   | Breisgau-Hochschwarzwald  | Weinetiketten-Museum, Rosenbergstraße 10                                                                                         |                                                   |      |  |
| 88529 Zwiefalten                  | Reutlingen                | Peterstor-Museum Zwiefalten |                                                   |      |  |
| 88529 Zwiefalten                  | Reutlingen                | Württembergisches Psychiatriemuseum                                                                                              |                                                   |      |  |